# 国立競技場
国立競技場（こくりつきょうぎじょう、英: JAPAN NATIONAL STADIUM）は、 東京都新宿区霞ヶ丘町10番1号に所在する陸上競技場兼球技場。独立行政法人日本スポーツ振興センターが所有し、コンセッション方式に基づき株式会社ジャパンナショナルスタジアム・エンターテイメントが運営を行っている。
2020年東京オリンピック・パラリンピックにおいては「オリンピックスタジアム」（英: Olympic Stadium）の名称で、メイン会場として使用された。

## 概要
1958年（昭和33年）に開場した国立霞ヶ丘競技場陸上競技場（旧・国立競技場）の老朽化対応と、東京オリンピック・パラリンピックの主会場とすることを念頭に、旧・国立競技場の全面改築により建てられた施設で、新国立競技場の仮称にて2012年より建設事業に着手。2016年12月に着工し、2019年7月3日に開場後の正式名称が『国立競技場』となることが日本スポーツ振興センターより発表され、2019年11月に竣工。2019年12月21日に施設の開場式（オープニングイベント）が開催された。スポーツイベントとしてのこけら落としは2020年1月1日の天皇杯 JFA 第99回全日本サッカー選手権大会決勝・ヴィッセル神戸vs鹿島アントラーズで、神戸が鹿島を破り初優勝を果たした。
正式な所在地は新宿区霞ヶ丘町だが、競技場の敷地の一部は渋谷区にまたがっている。明治神宮外苑に隣接するが、神宮外苑の施設には含まれていない。
開場時点では陸上競技場兼球技場として建設されており、東京オリンピックでは開会式・閉会式の他、陸上競技（トラック&フィールド）の会場として、東京パラリンピックでは開会式・閉会式の他、陸上競技（トラック&フィールド、及びマラソンのゴール）の会場として使用された。オリンピック・パラリンピック以降の利用方法については大会終了後まで未定とされた。
かつて国立霞ヶ丘競技場陸上競技場（旧国立競技場）の施設内に存在した秩父宮記念スポーツ博物館は、新デザインの募集では「ホスピタリティ機能」の中に含まれ設置が想定されているものの、開場時点では設置されていない。
2022年には日本建設業連合会主催の第63回BCS賞を受賞した。

## 施設概要

### 立地
明治神宮外苑の一角にあり、西には東京体育館、北東には重要文化財の聖徳記念絵画館、南には明治神宮野球場、秩父宮ラグビー場などがある。新宿御苑にも近い。敷地はおよそ南北方向に縦長。土地に高低差があり、低い西側を一部人工地盤で嵩上げしている。
西を都道418号（外苑西通り）、北を都道414号、東を区道43-670号、南を区道43-690号の4道路に囲まれている。
8方向に入場ゲートがあるが、主な入口は西側（メインスタンド側）の「中央門」、南側の「外苑門」、東側（バックスタンド側）の「青山門」、北側の「千駄ヶ谷門」の4つ。

### 外観
隈研吾によるデザインは、周辺（明治神宮外苑）との調和を目指した『杜のスタジアム』のコンセプトを掲げ「自然に開かれた日本らしいスタジアム」を提案。基本的な構造体については鉄骨構造とし（大屋根の一部のみ木材）、最大高さを47.4mと比較的低く設定することで、水平ラインを強調した構造となっている。使用する木材は47都道府県から集められた杉材およびカラマツ約2,000立方メートル分を使用、塗装により本来の木材よりやや白みがかったものとなっている。屋根の下には法隆寺五重塔からヒントを得たといわれる三層の庇が水平さをより強調している。

### スタンド・屋根
約350m×約260mの地上5階・地下2階のスタンドがフィールドを囲む。スタンドは3層式で、1階が最下層の上端、2階が中間層の中段、3階が中間層の上端、4階が最上層の中段となっている。約6万席の観客席は全てカップホルダー付きの個別席で、木漏れ日をイメージした5色の『アースカラー』をモザイク状に配置している（上層に淡色を多く、下層に濃色を多く配色）。この配色は遠方から見た際に空席を目立たせない効果もある。
スタンドの傾斜は1層が20°、2層が29°、3層が34°となっており、同様にトラックを有する大規模スタジアムの横浜国際総合競技場（日産スタジアム）より勾配が立てられており、陸上競技場兼球技場としては見やすさに配慮されている。
通路間の座席が20席以上あるにもかかわらず、通路や階段の幅が狭く動線に問題があるのではないかとの声もある。また、南側サイドスタンド（サッカー開催時における「ゴール裏」）の中央にマラソンゲートが設けられており1階席が左右にほぼ分断されることから、サッカー開催時などでは応援の一体感を欠くのではないかとの声もある。
屋根は鉄骨と木材のハイブリッド構造で、全周にわたって屋根をスタンド背面で支える片持ち梁とすることで、スタンドから視界を遮る柱が一切ない。スタンドの断面はほぼ全てが同じ断面となっており、同じ部材を多用することでコスト縮減につなげている。

### フィールド
- 日本陸上競技連盟第1種公認
- 国際陸上競技連盟 (現ワールドアスレティックス) クラス1 公認
- トラック：全天候舗装、400 m×9レーン
- 107m×71m（天然芝ピッチ）

フィールドは地下2階部分に当たり、トラックと天然芝ピッチが配置される。
全天候型トラックは東京オリンピック・パラリンピック競技大会組織委員会との間でソールサプライヤー（競技備品提供）契約を締結したイタリア・モンド社のもの で、「高速トラック」として知られる反発力の高い合成ゴム材が用いられている。カラーは近年流行の青色系ではなく、全体の暖色系に合わせた赤茶色が採用された。
天然芝は、芝生メーカー・チュウブが鳥取県で生育したものが採用された。

### その他
大型映像装置は場内のデジタルサイネージ600枚、照明設備（LED投光器約1,300台、屋根先端に設置）、音響設備及び諸室の空調設備と合わせてパナソニックが一括して納入しており、9m×32mのものが南北に取り付けられている。
また、2層目スタンドの先端には日本電気 (NEC) 製の、国内最大級となる全長640m（縦1m）の360°全周形リボンボードが設置されている。

### 「出陣学徒壮行の地」の碑
国立霞ヶ丘競技場陸上競技場の前身（現・国立競技場の前々身）である明治神宮外苑競技場で1943年に行われた出陣学徒壮行会の記念碑である「出陣学徒壮行碑」は、もとは国立霞ヶ丘競技場陸上競技場の敷地内にあったが、国立競技場建設中に一時的に秩父宮ラグビー場敷地内に移設されたのち、国立競技場完成とともに戻ってきて、現在は千駄ヶ谷門の近くにある。

### ギャラリー

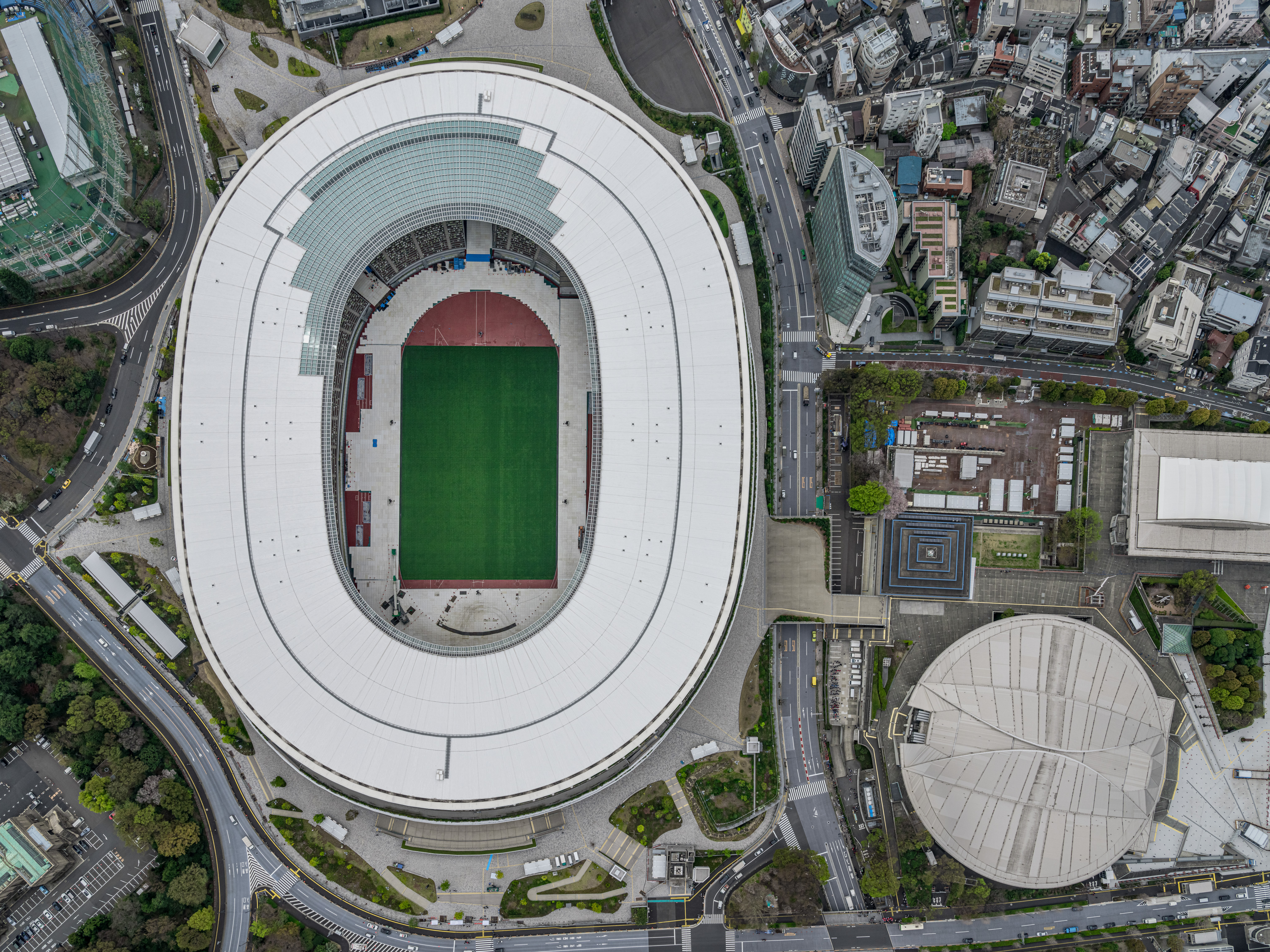
国立競技場と東京体育館
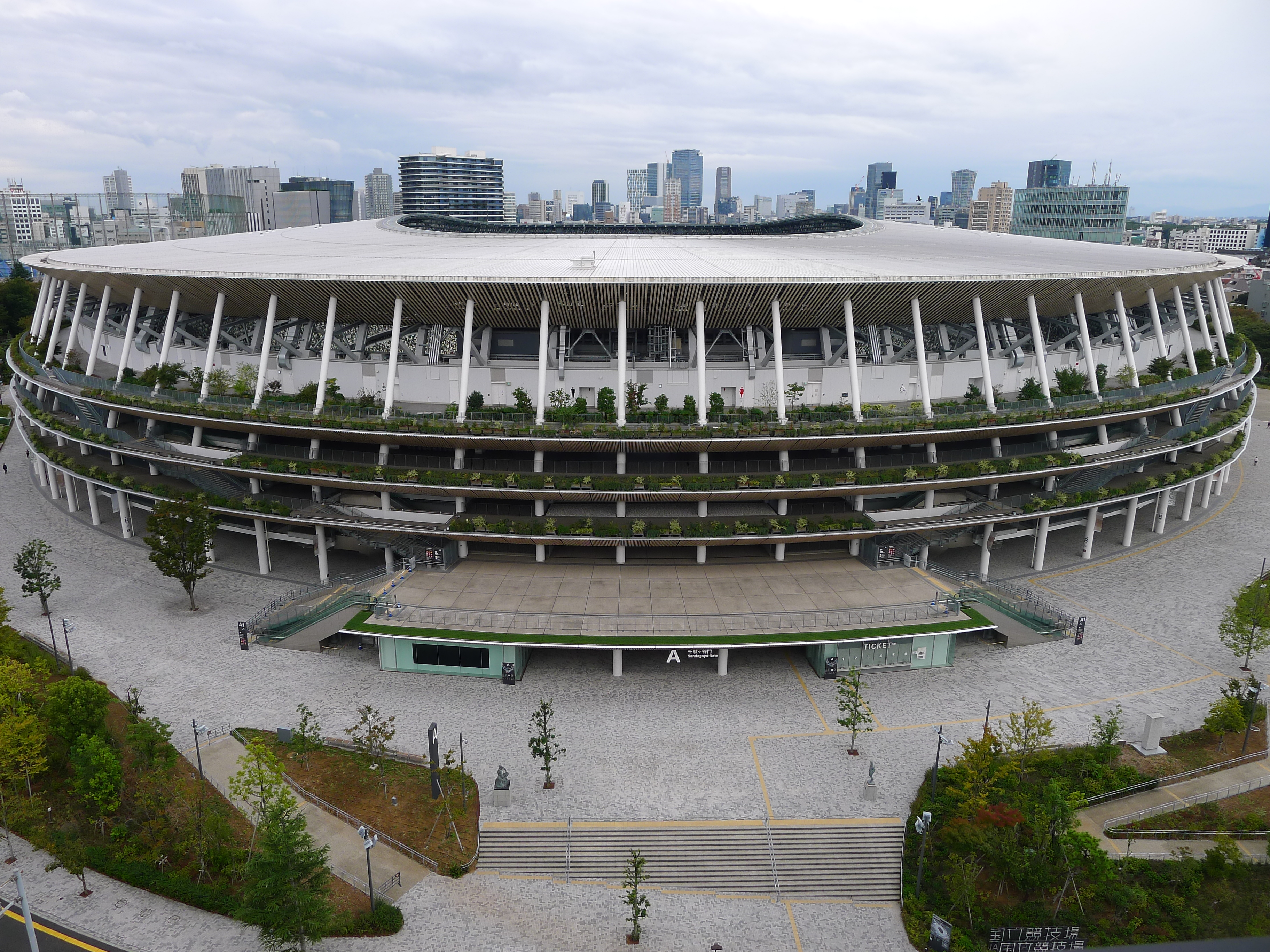
正面（Aゲート・千駄ヶ谷門）俯瞰
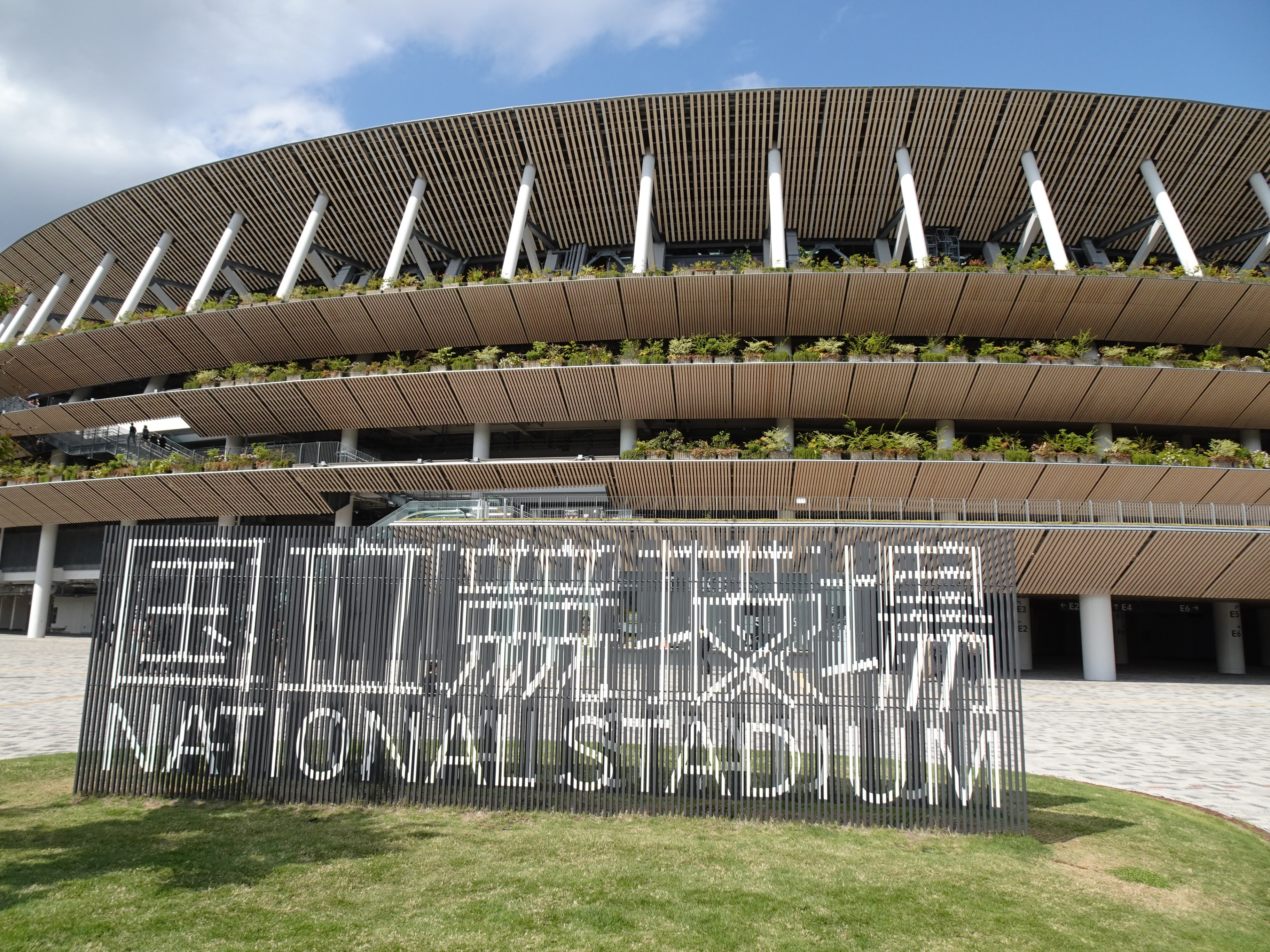
Eゲート・外苑門前にある国立競技場のルーバーサイン
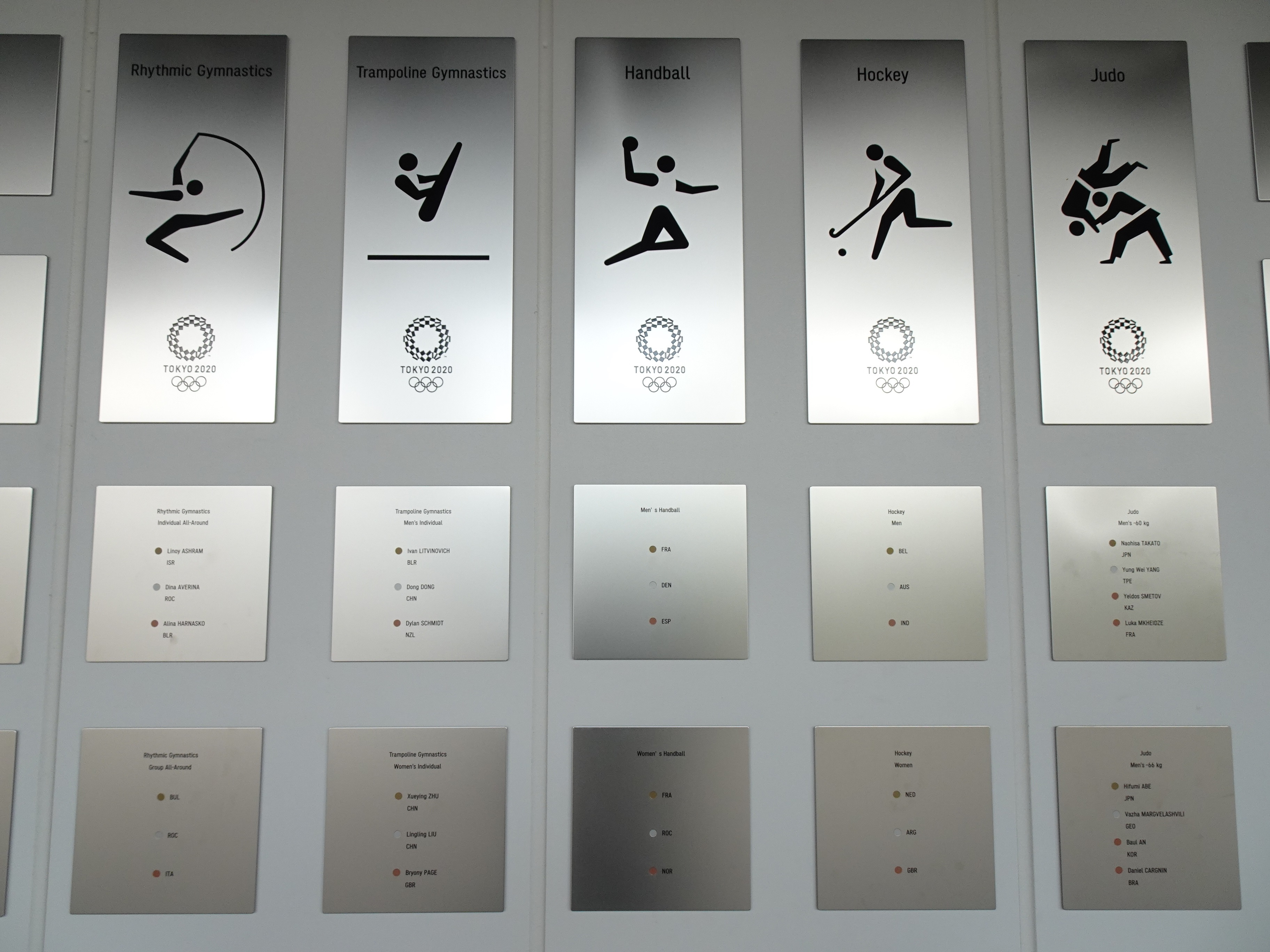
1階外周にある東京2020オリンピックの「Tribute To Champions」の一部
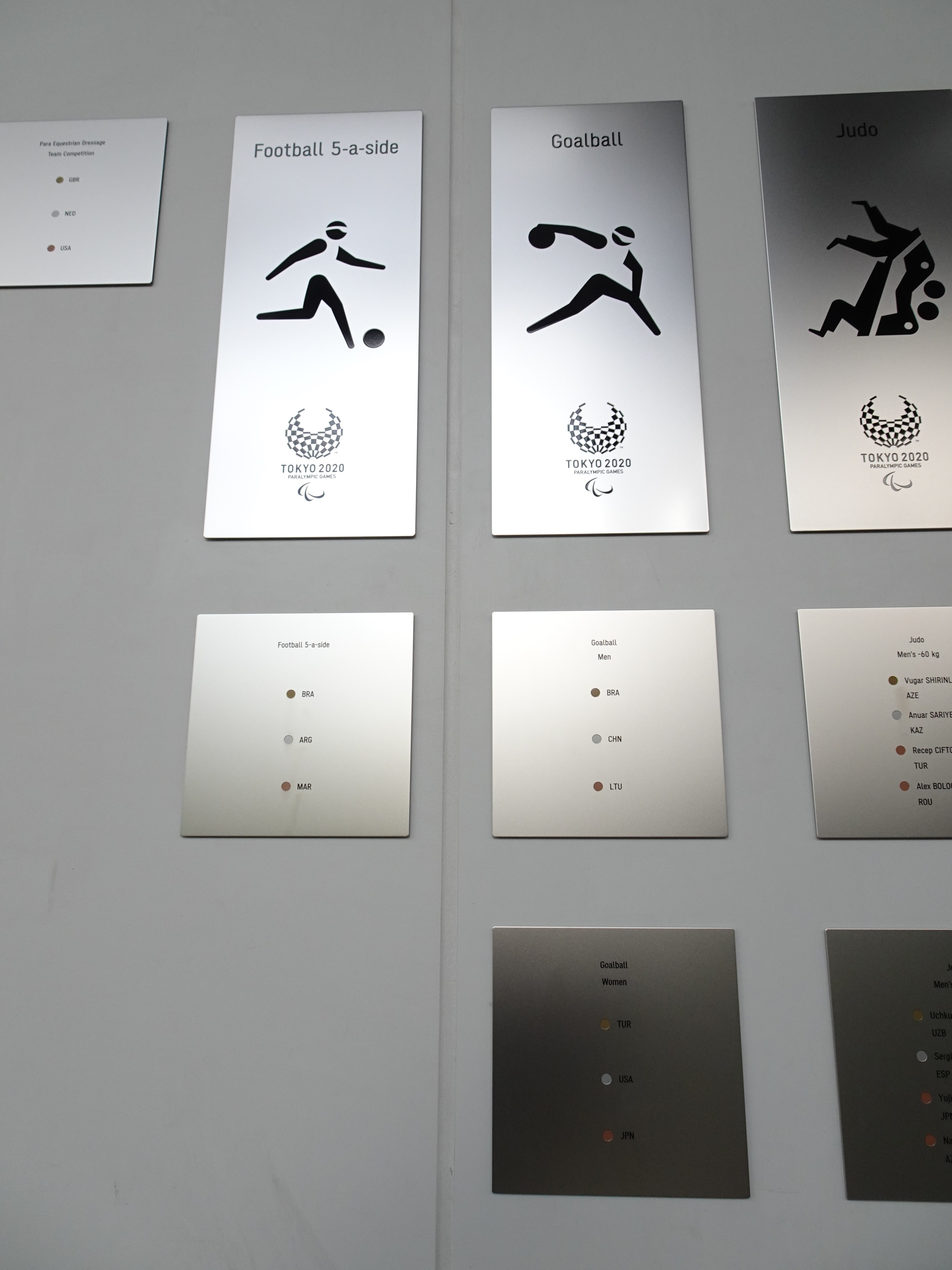
1階外周にある東京2020パラリンピックの「Tribute To Champions」の一部
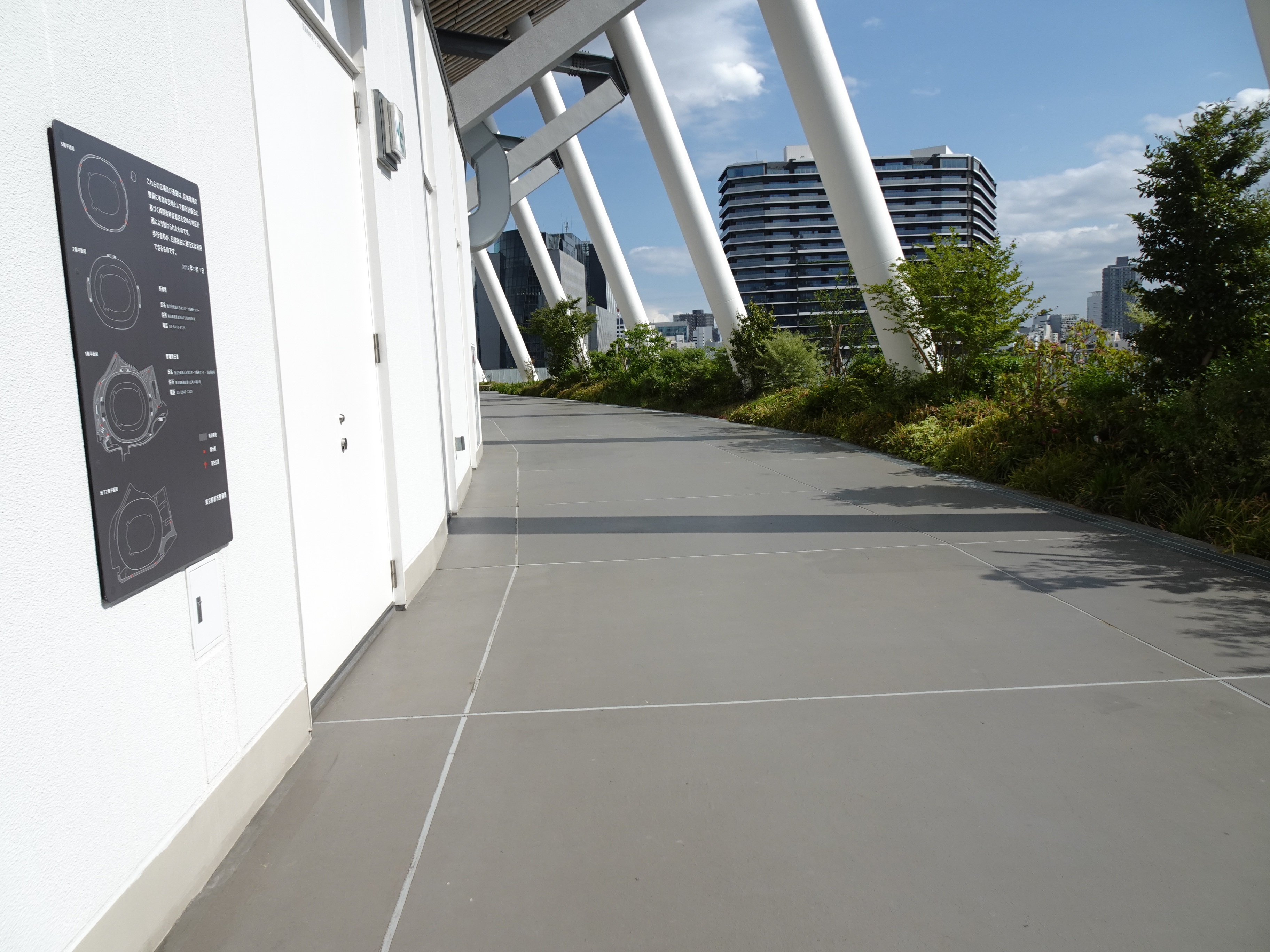
5階にある「空の杜」
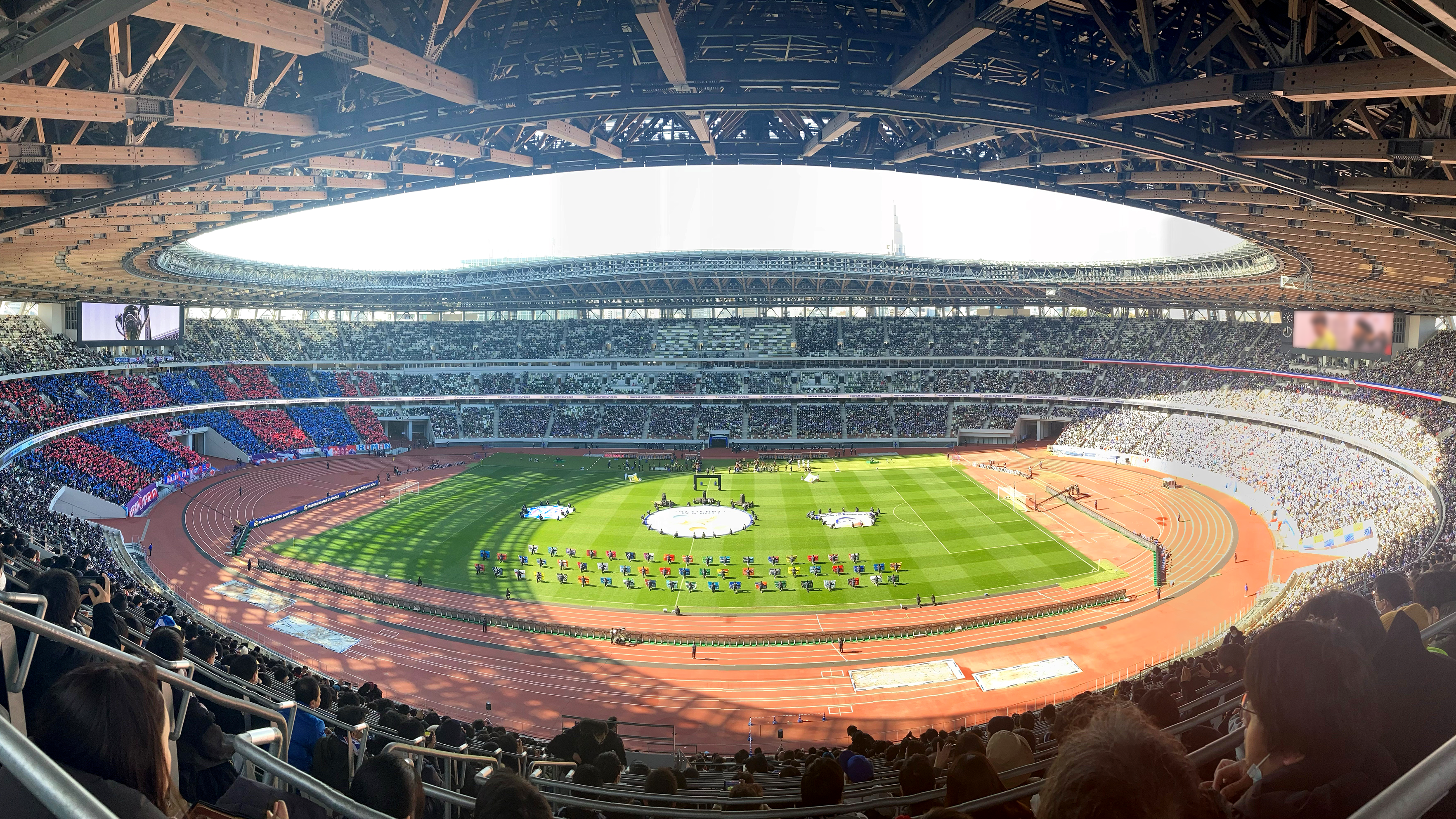
3階バックスタンドより全景を見る
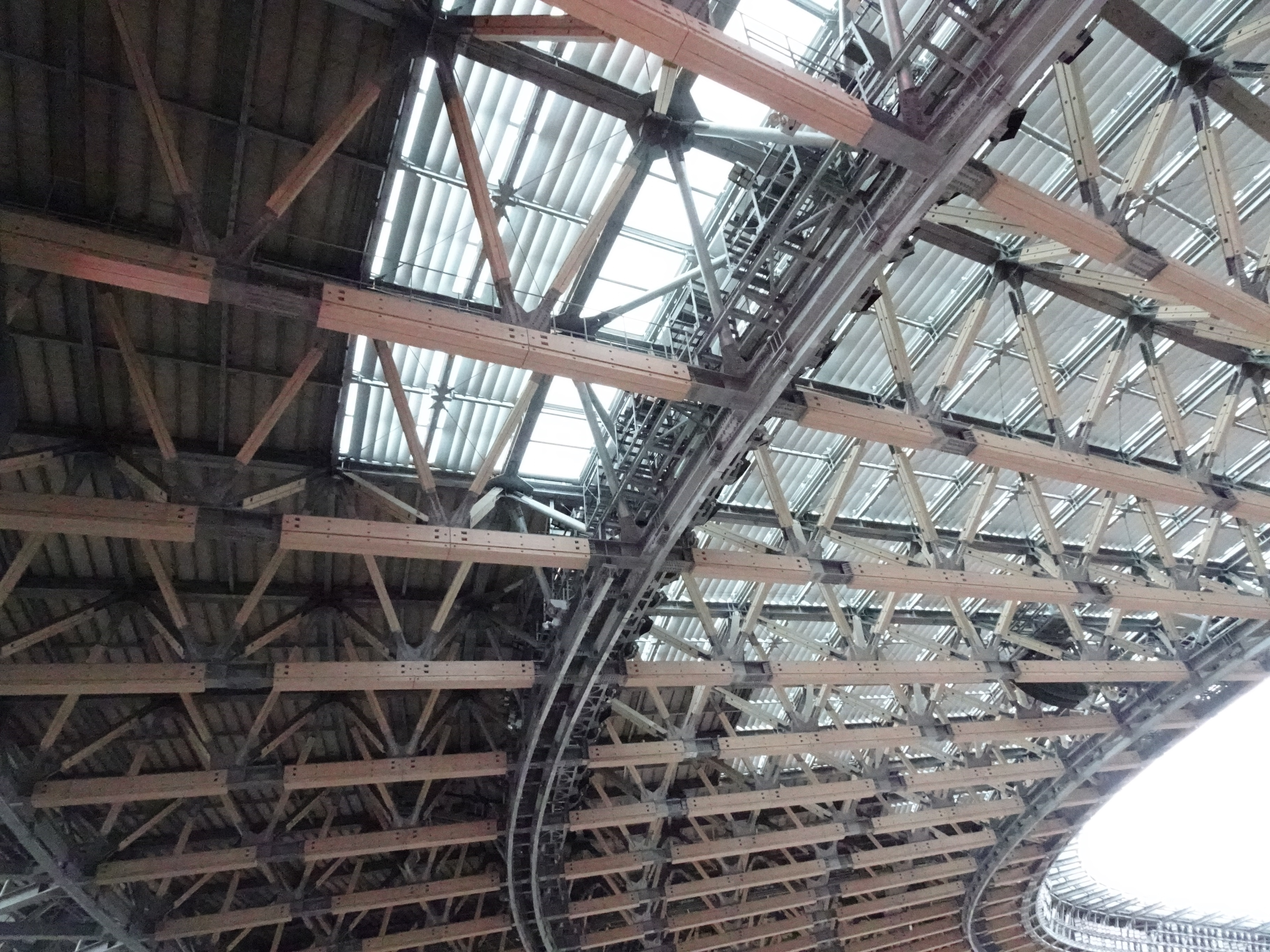
木材と鉄骨のハイブリッド構造の大屋根
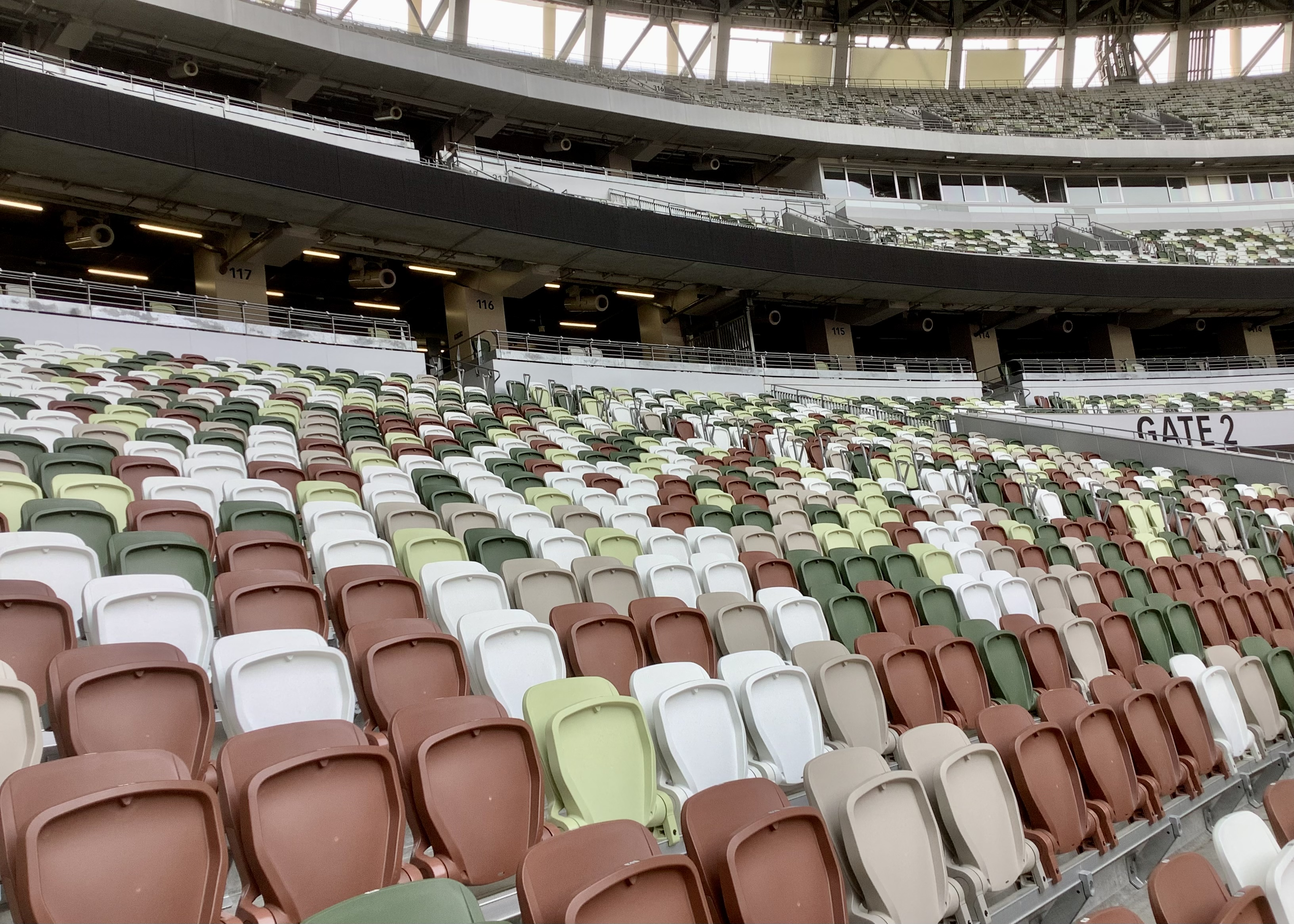
モザイク模様の国立競技場座席
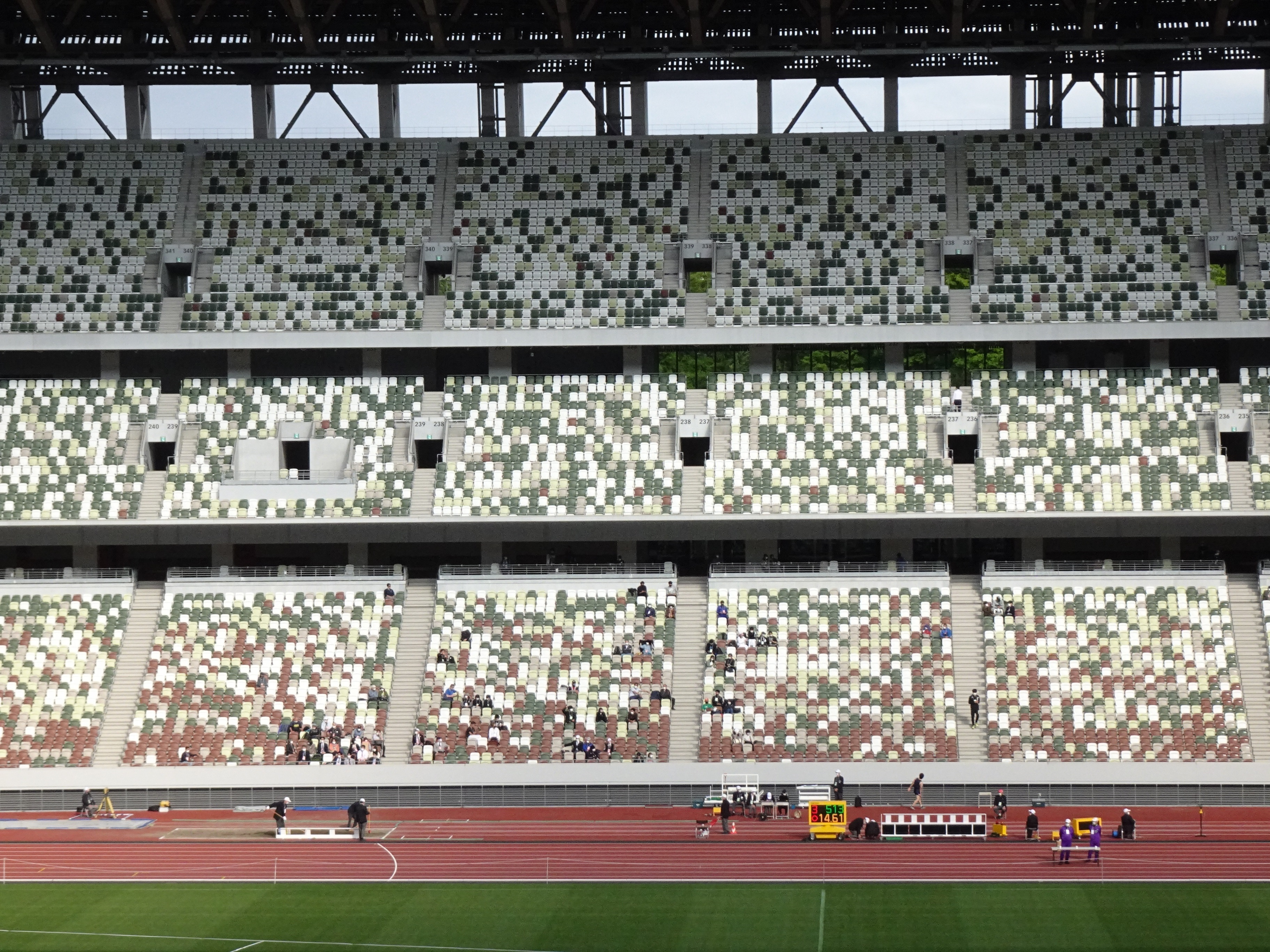
モザイク模様の国立競技場座席
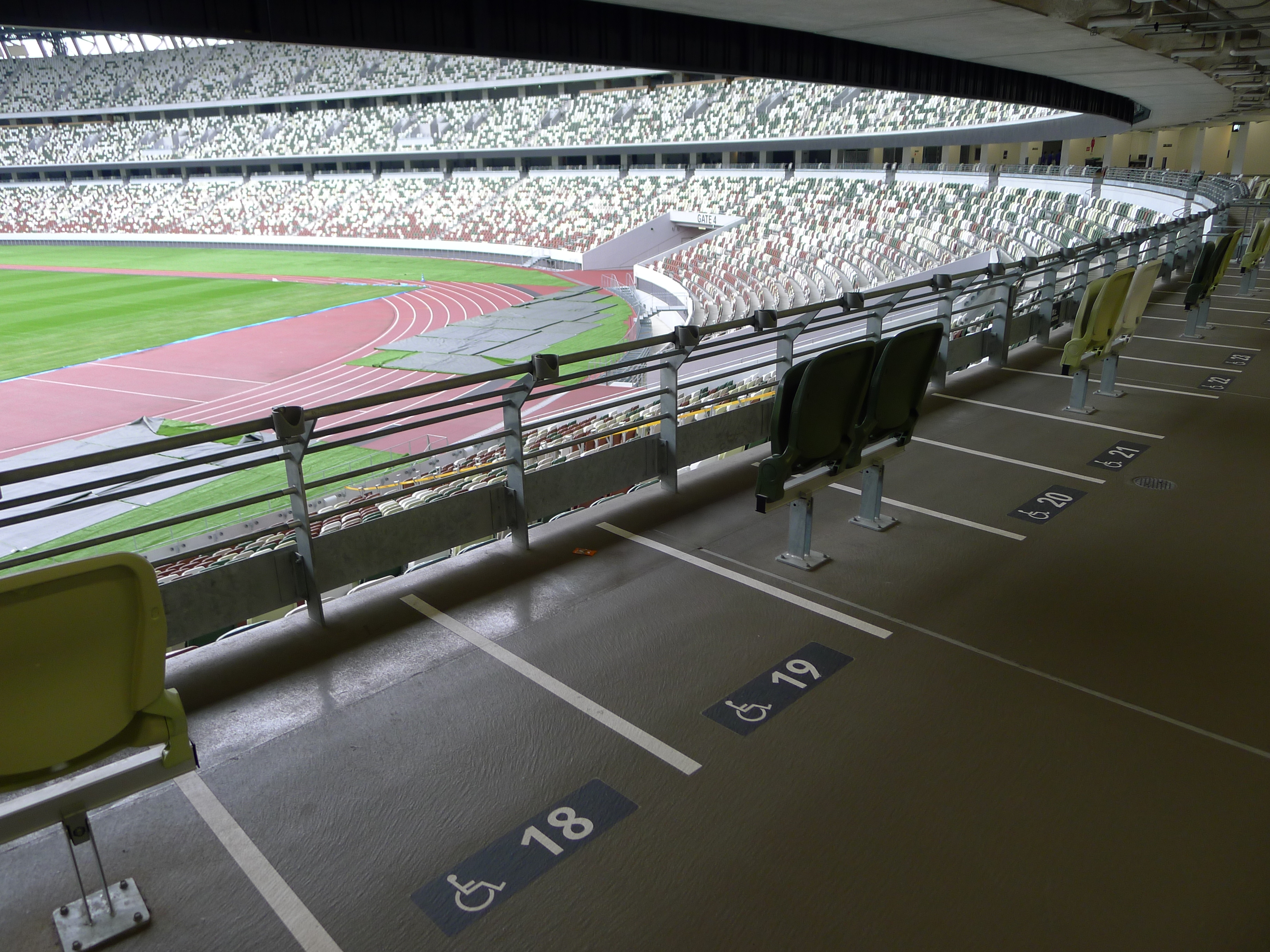
車椅子用観戦席
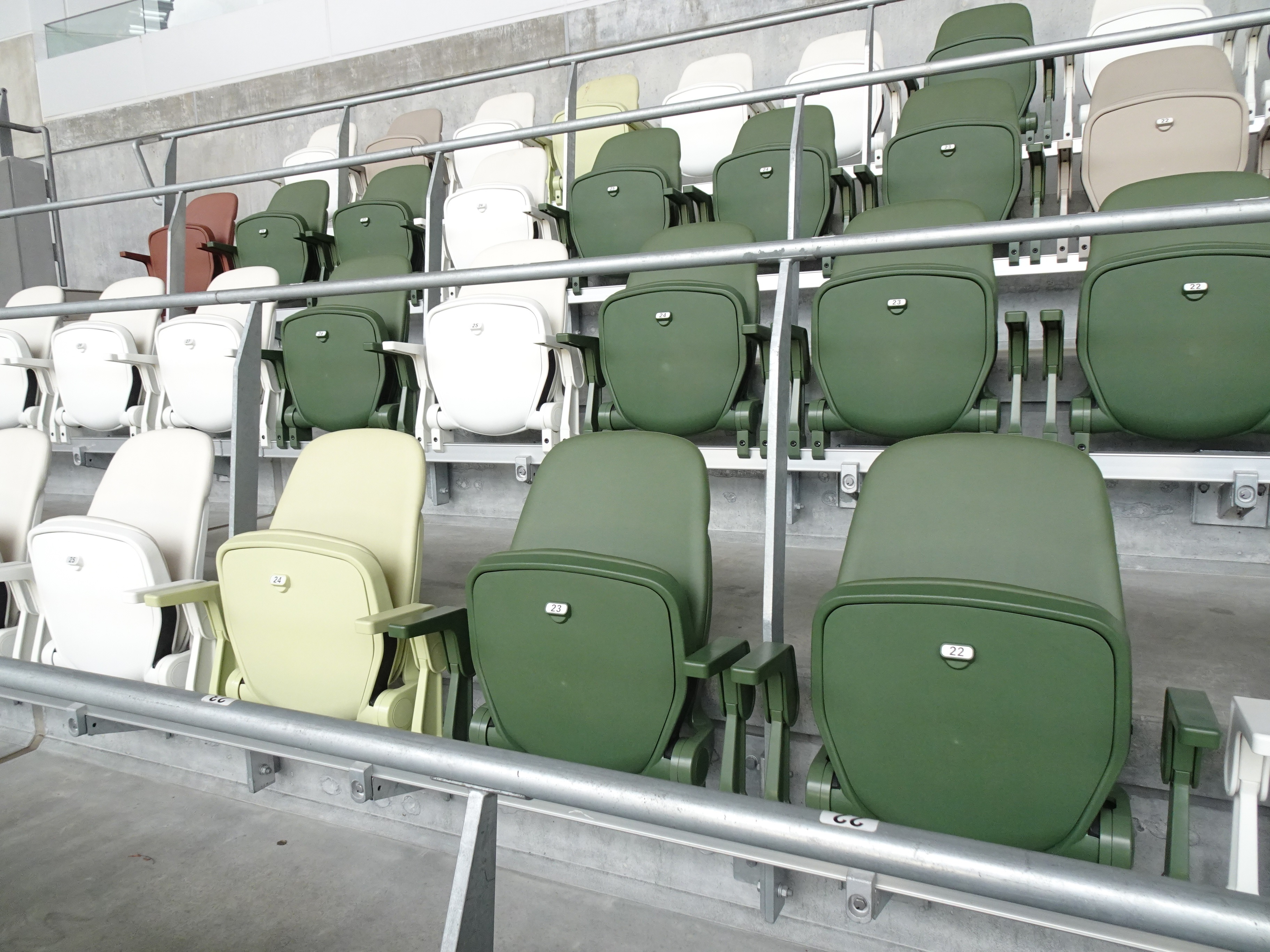
2階VIPスタンド
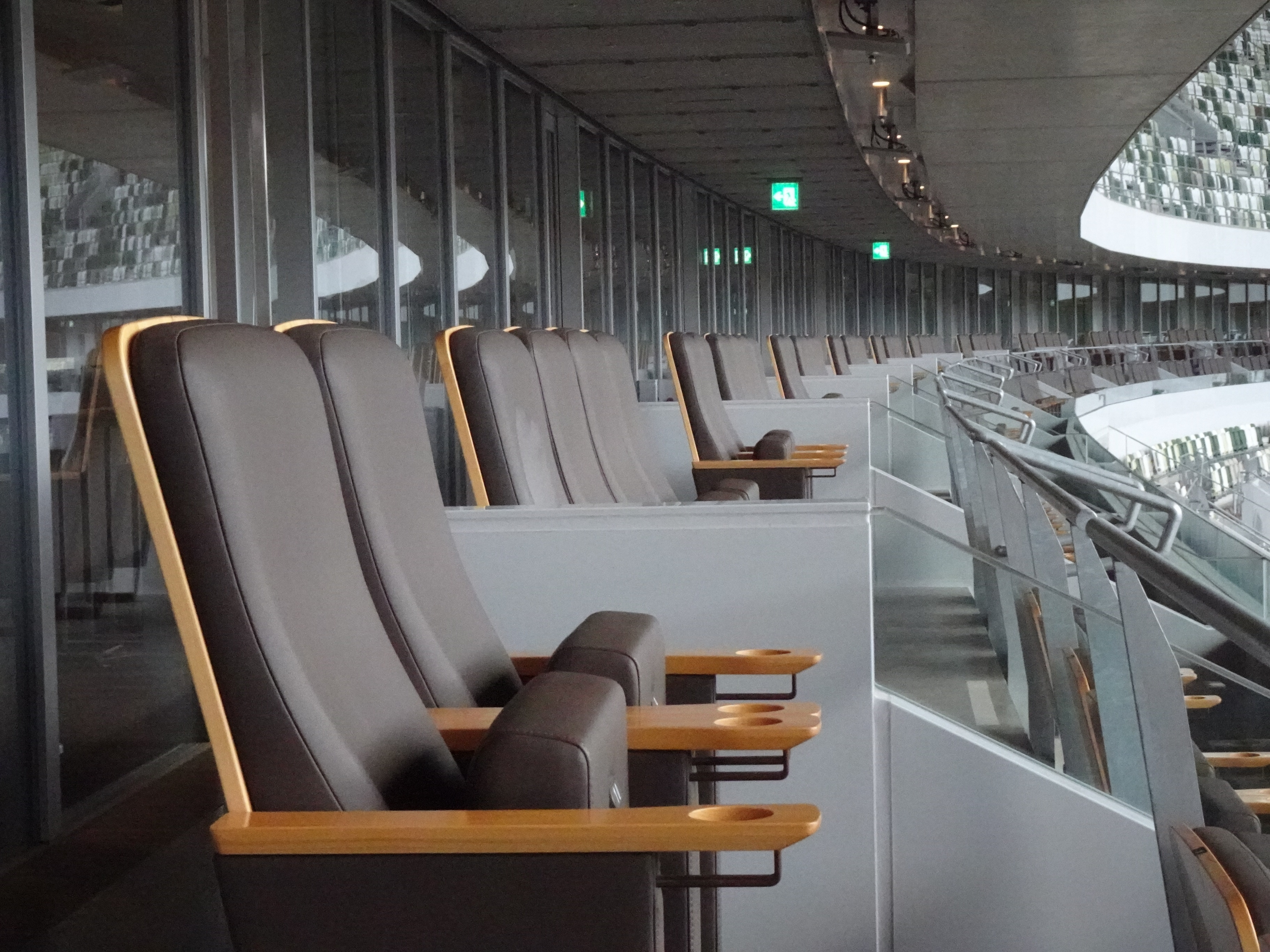
3階貴賓席
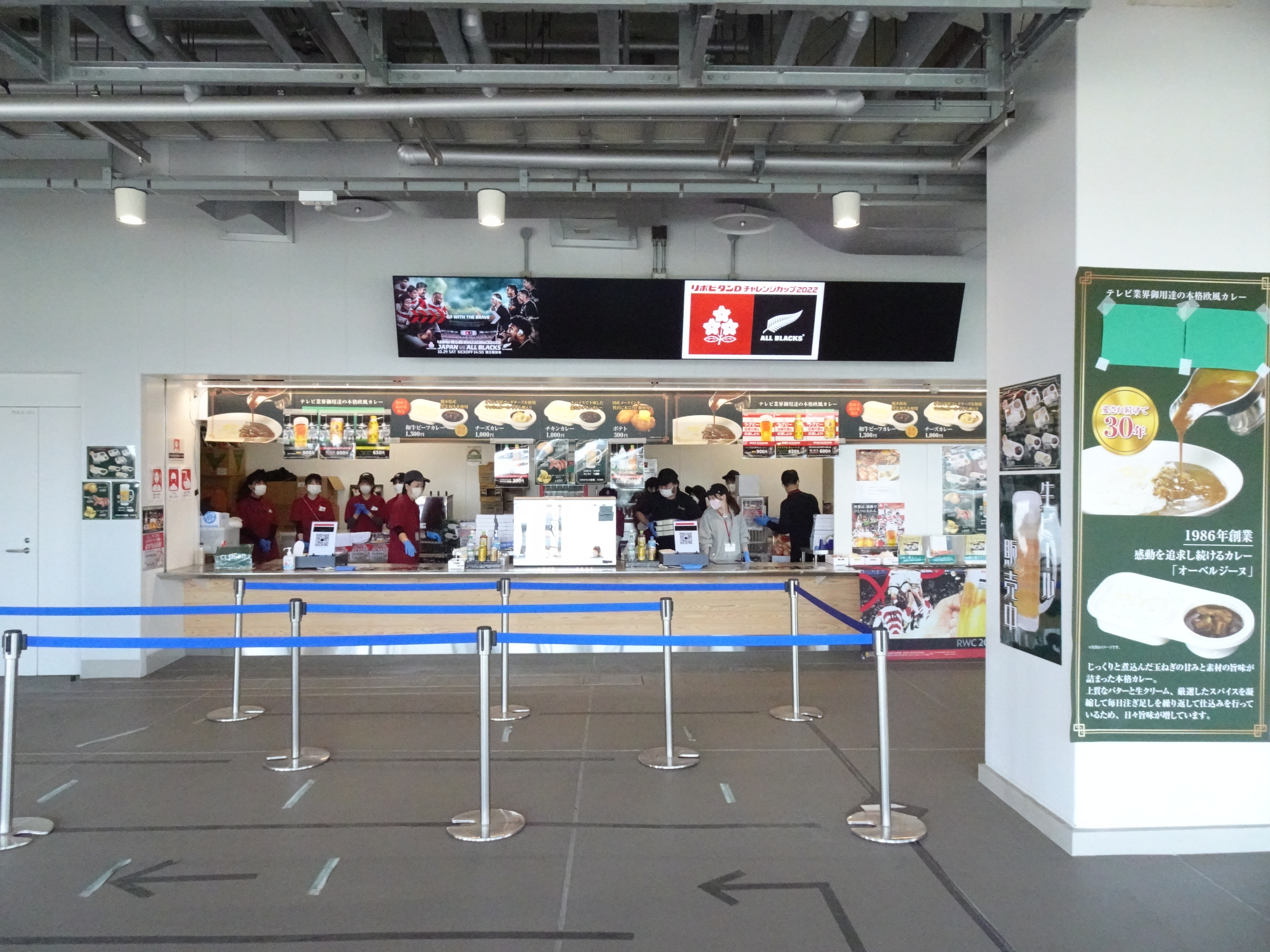
国立競技場内の売店
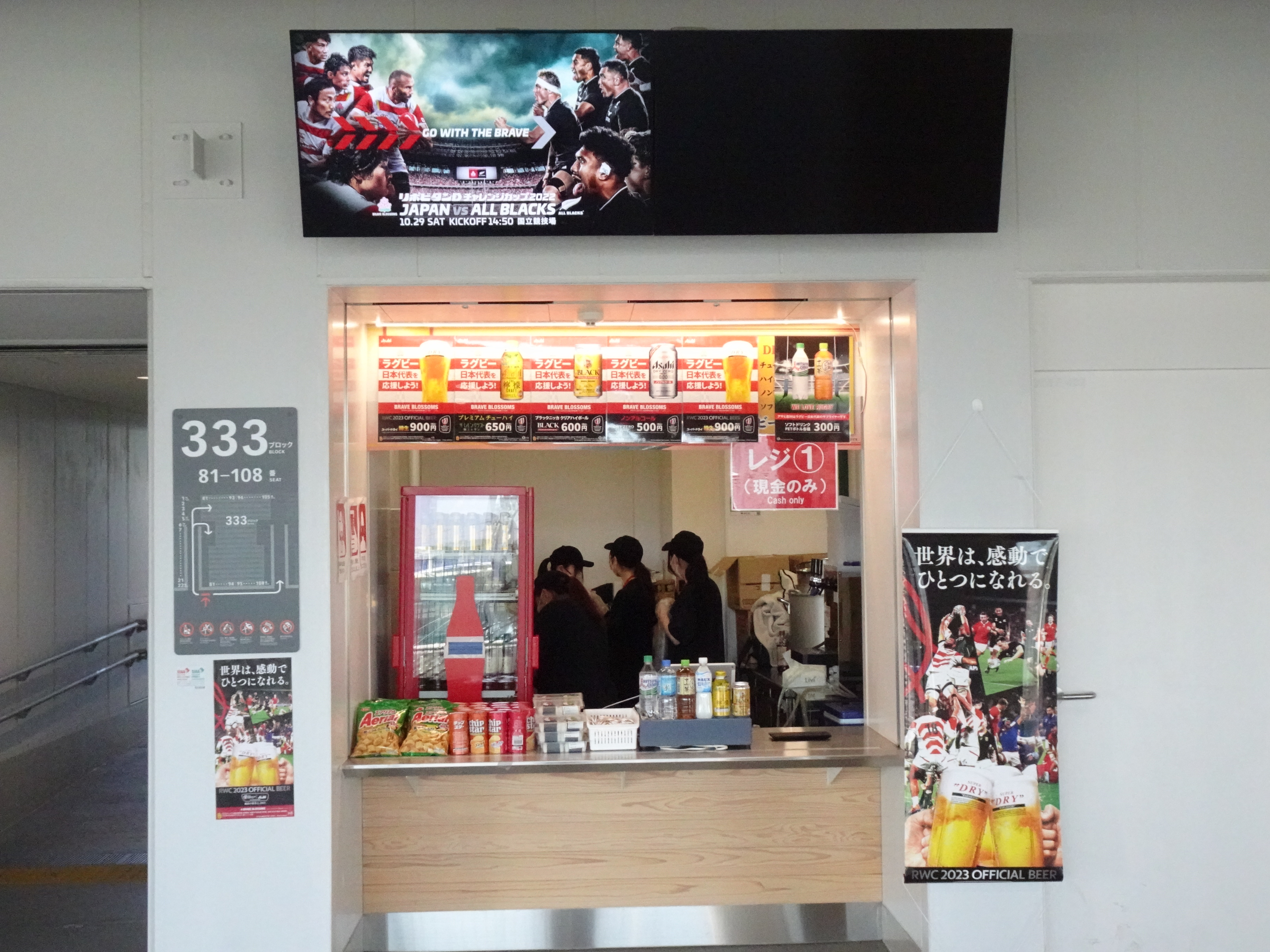
国立競技場内の売店
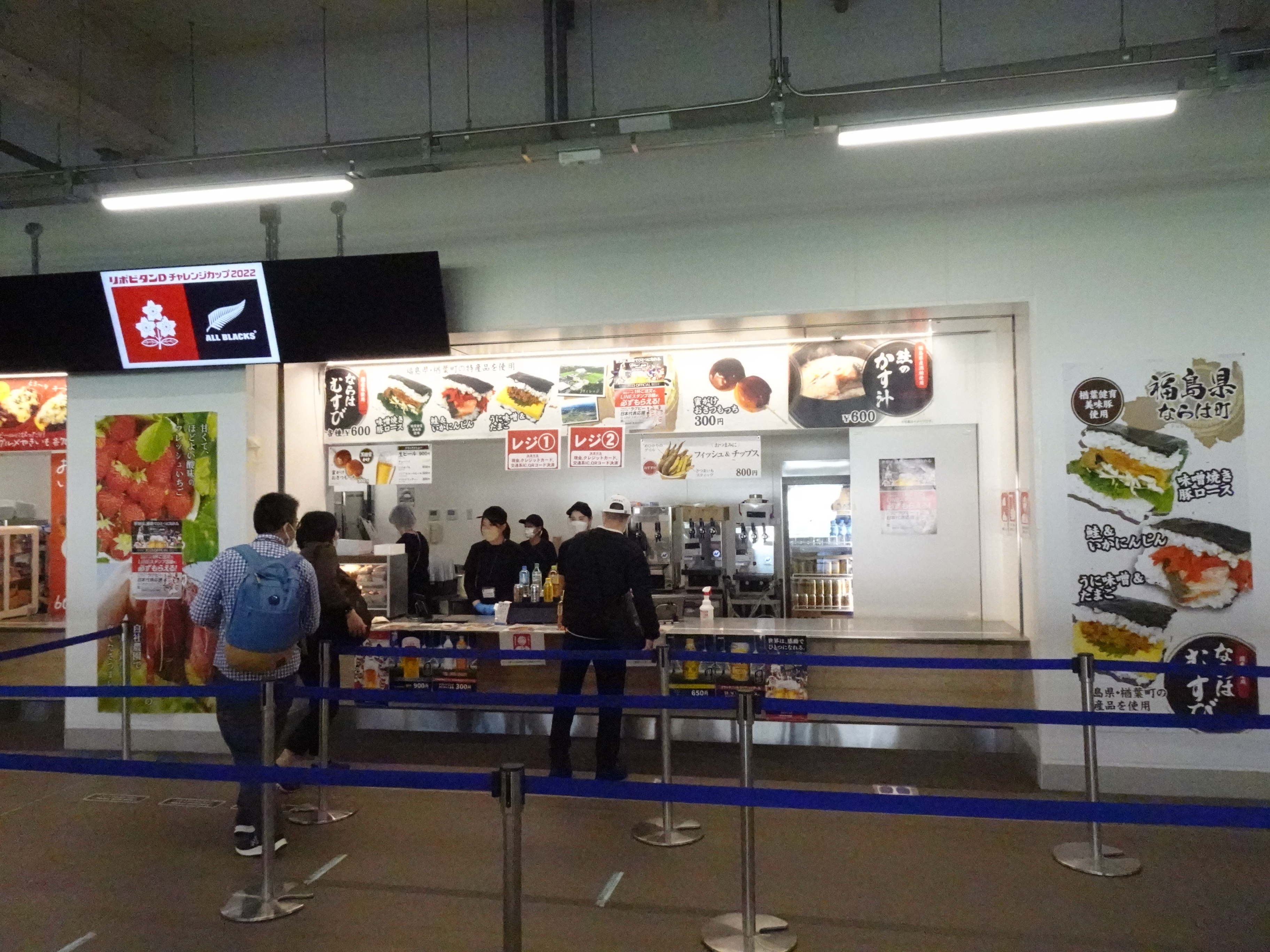
国立競技場内の売店
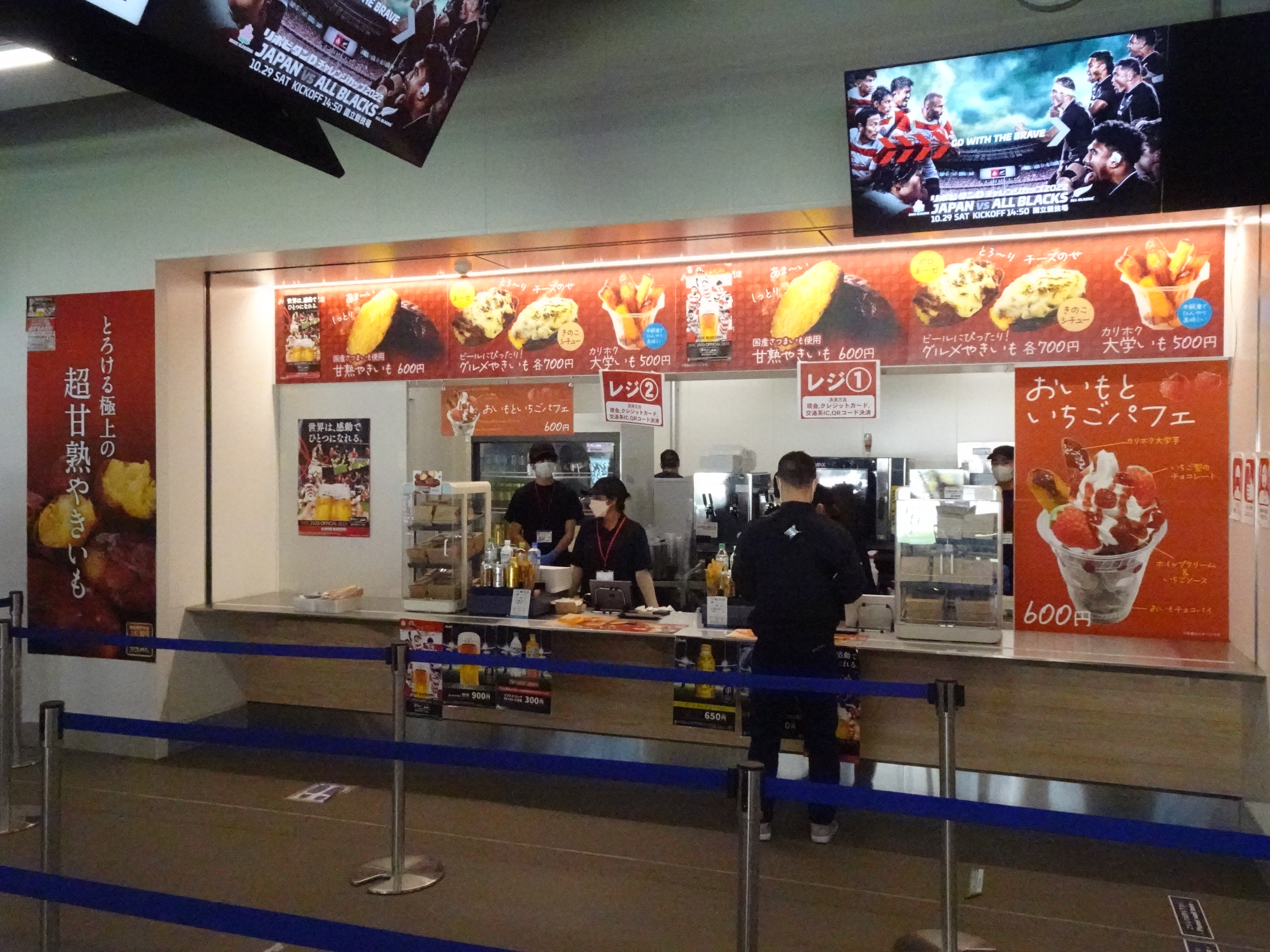
国立競技場内の売店
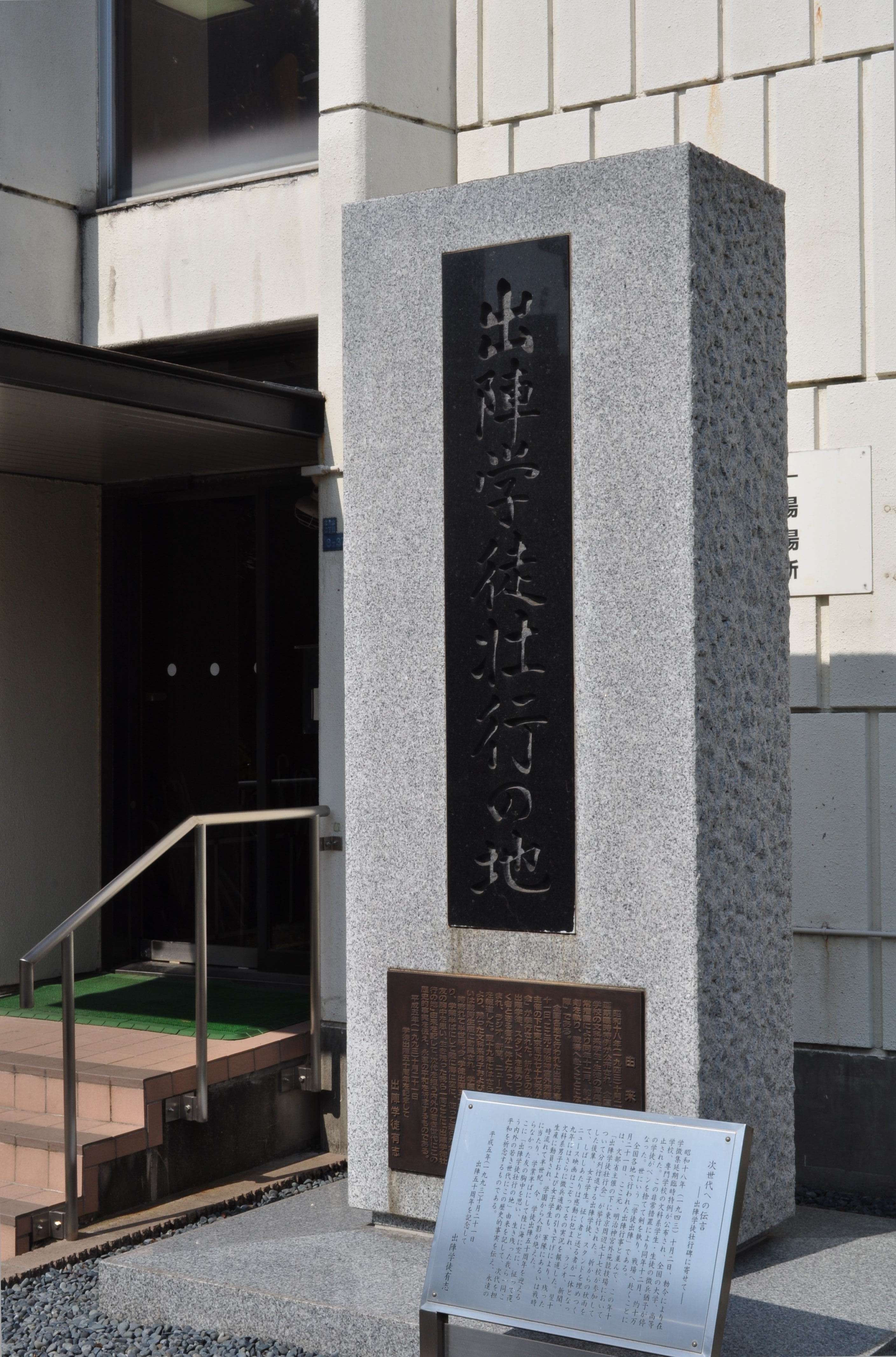
国立競技場敷地内にある「出陣学徒壮行の地」の碑（2018年2月24日撮影）

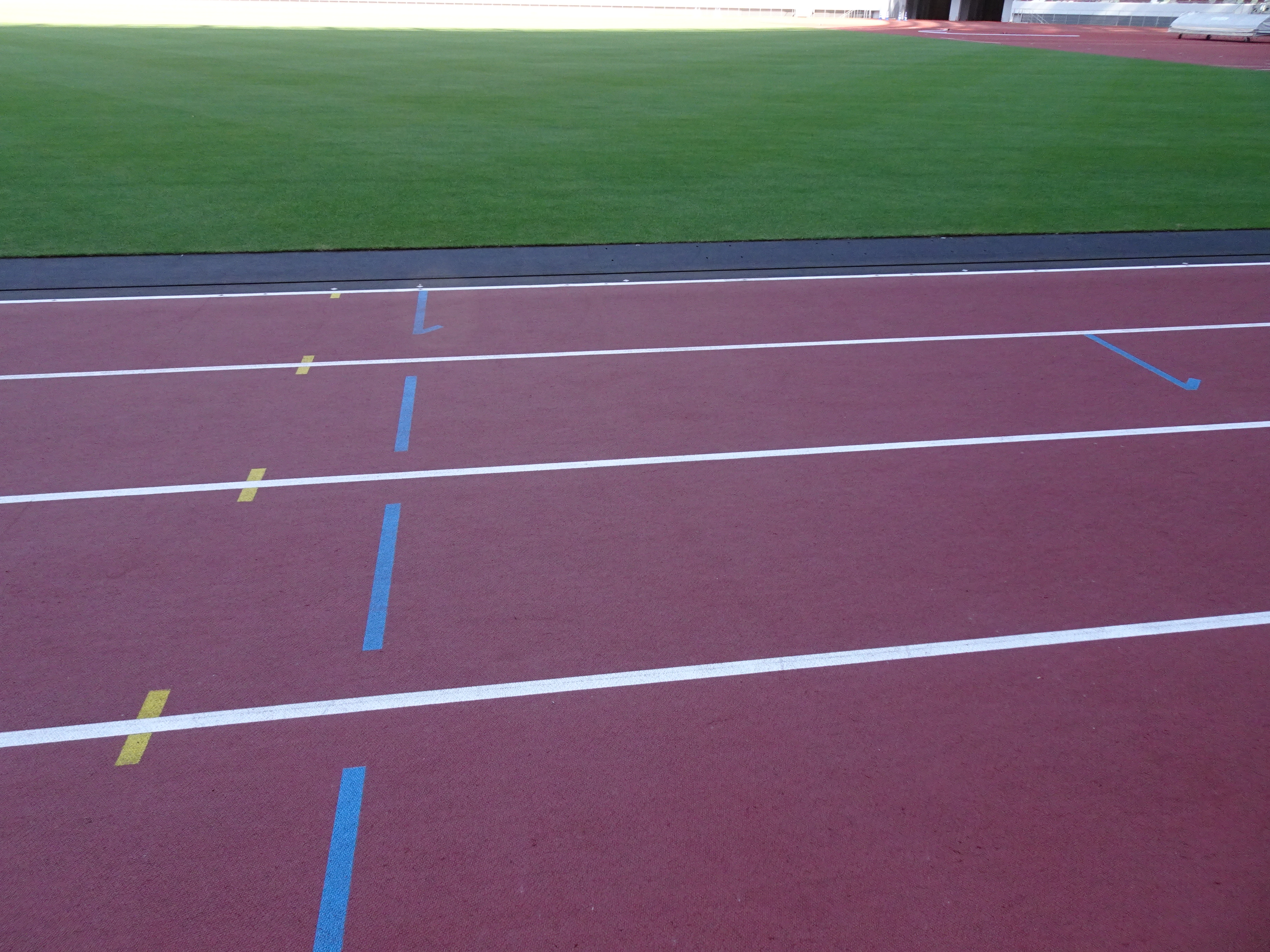
国立競技場の陸上競技トラック
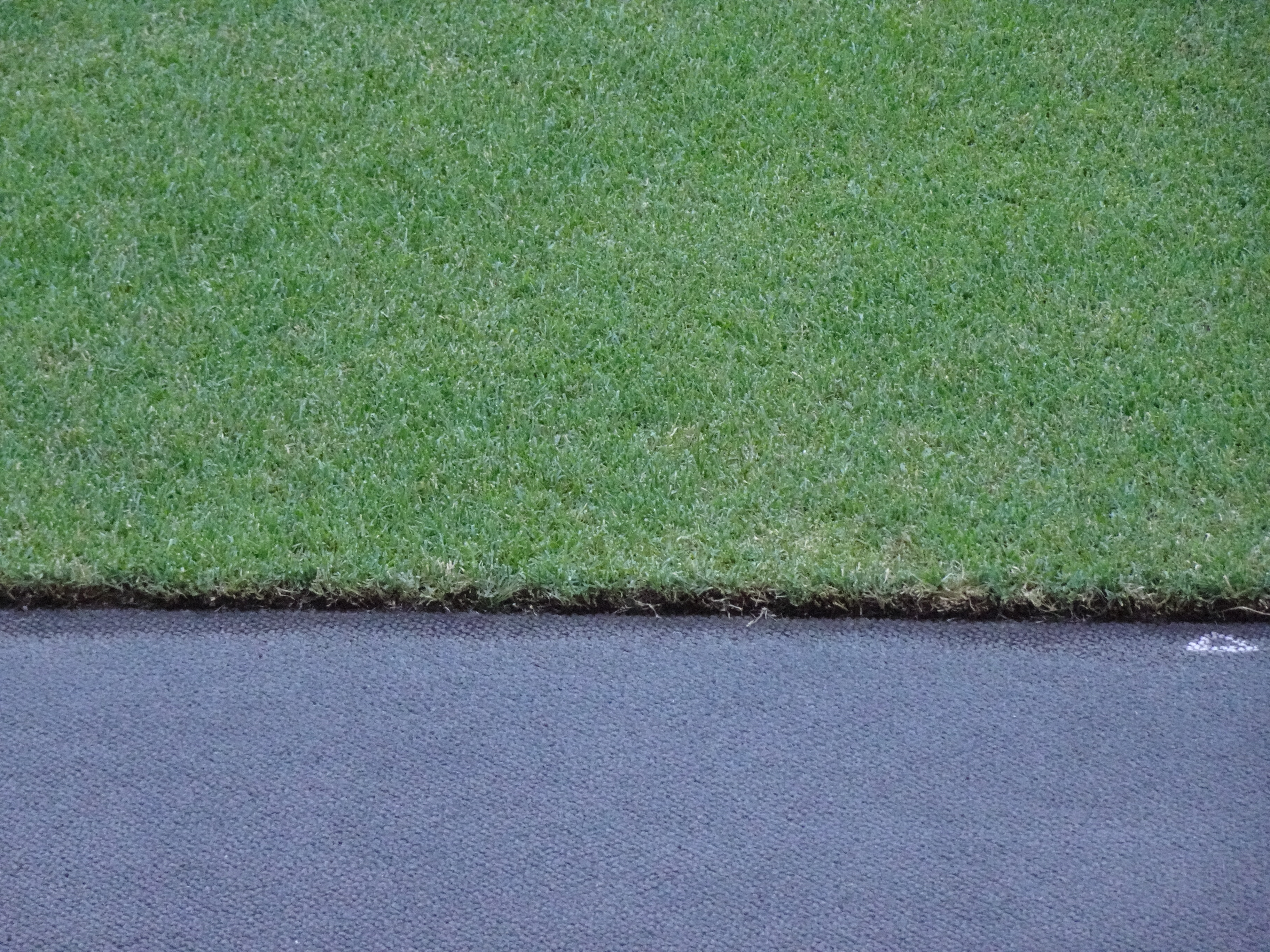
国立競技場のフィールドエリアの芝生
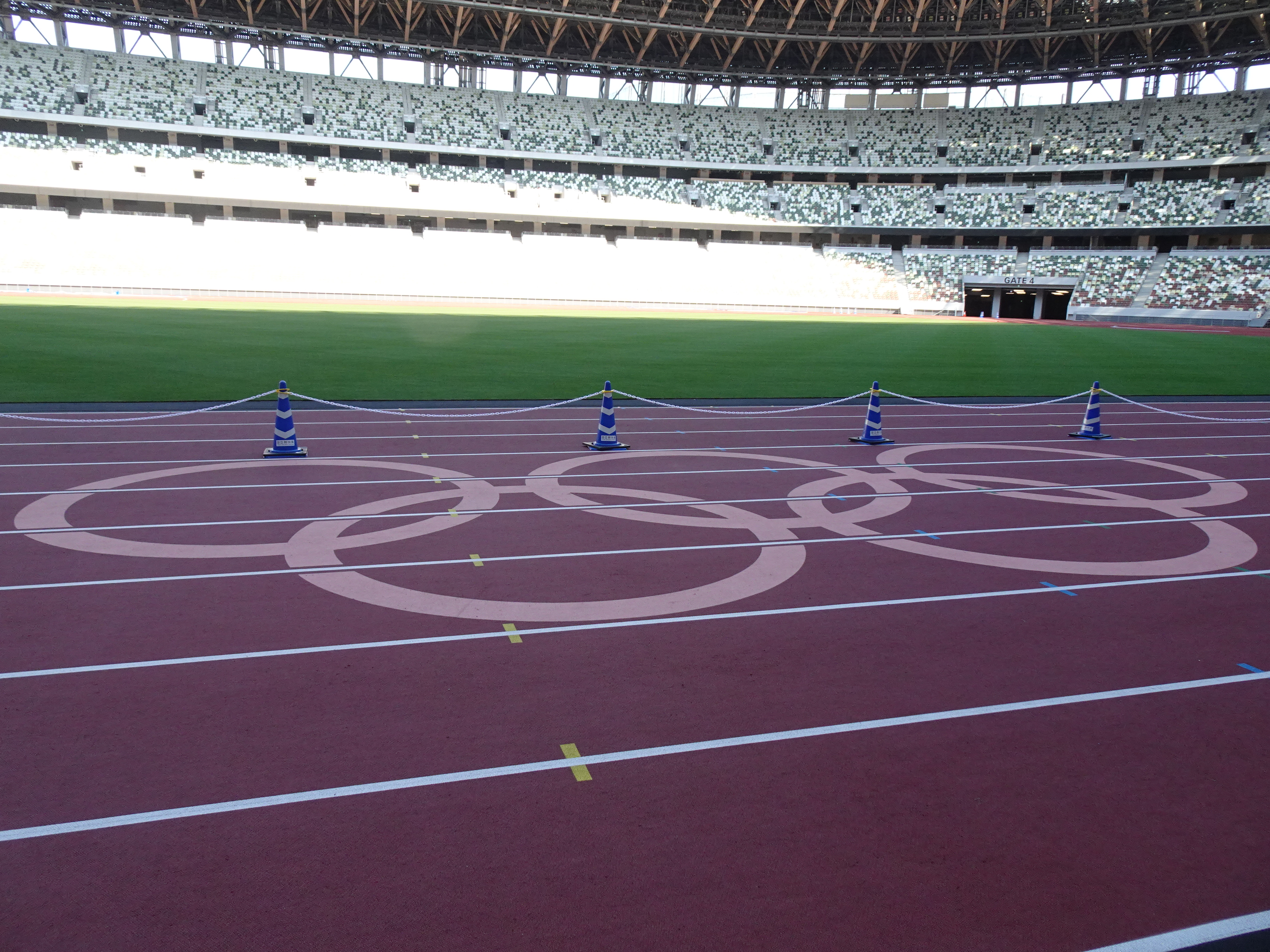
陸上競技トラックのオリンピックシンボル
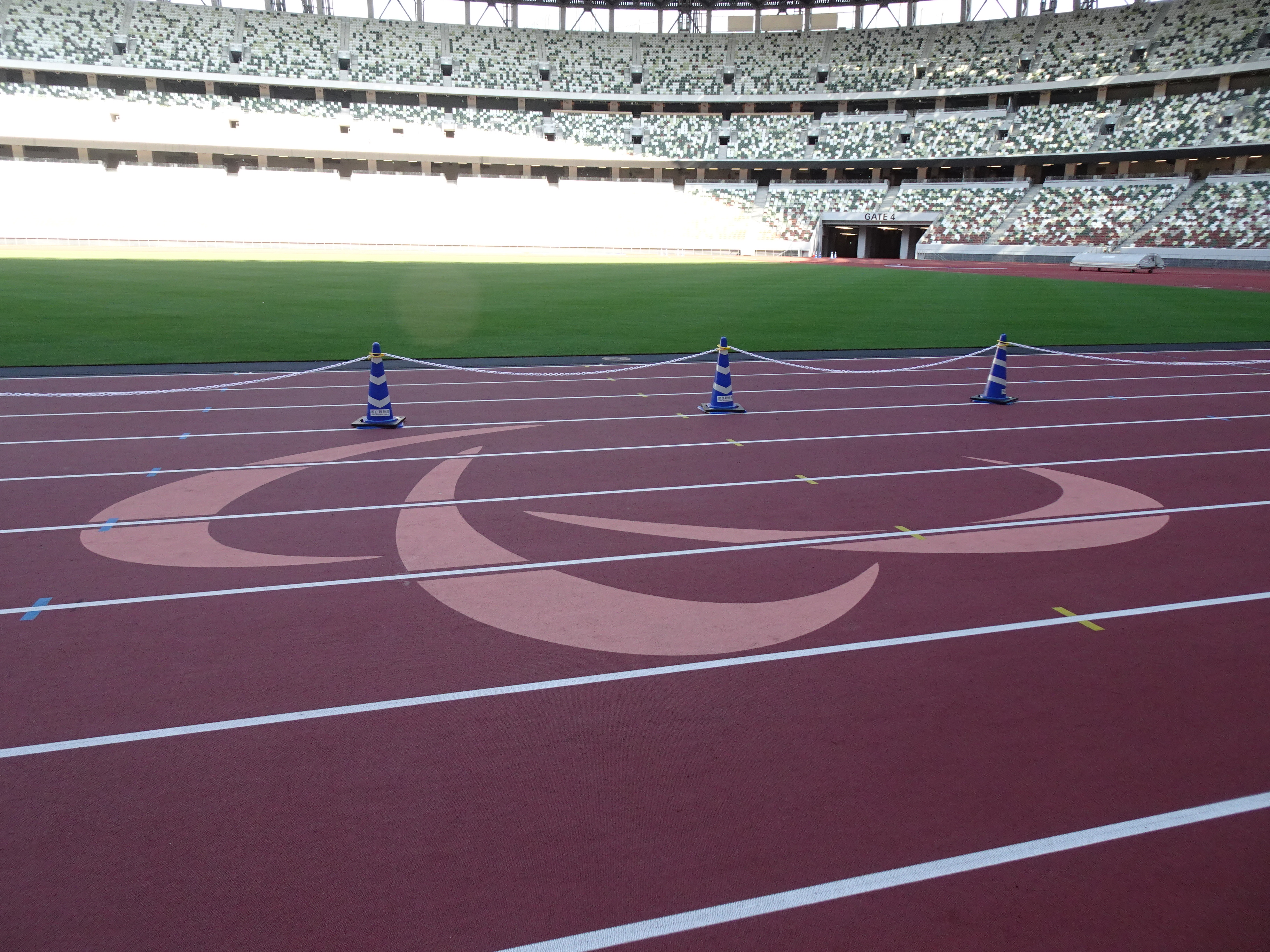
陸上競技トラックのパラリンピックシンボル

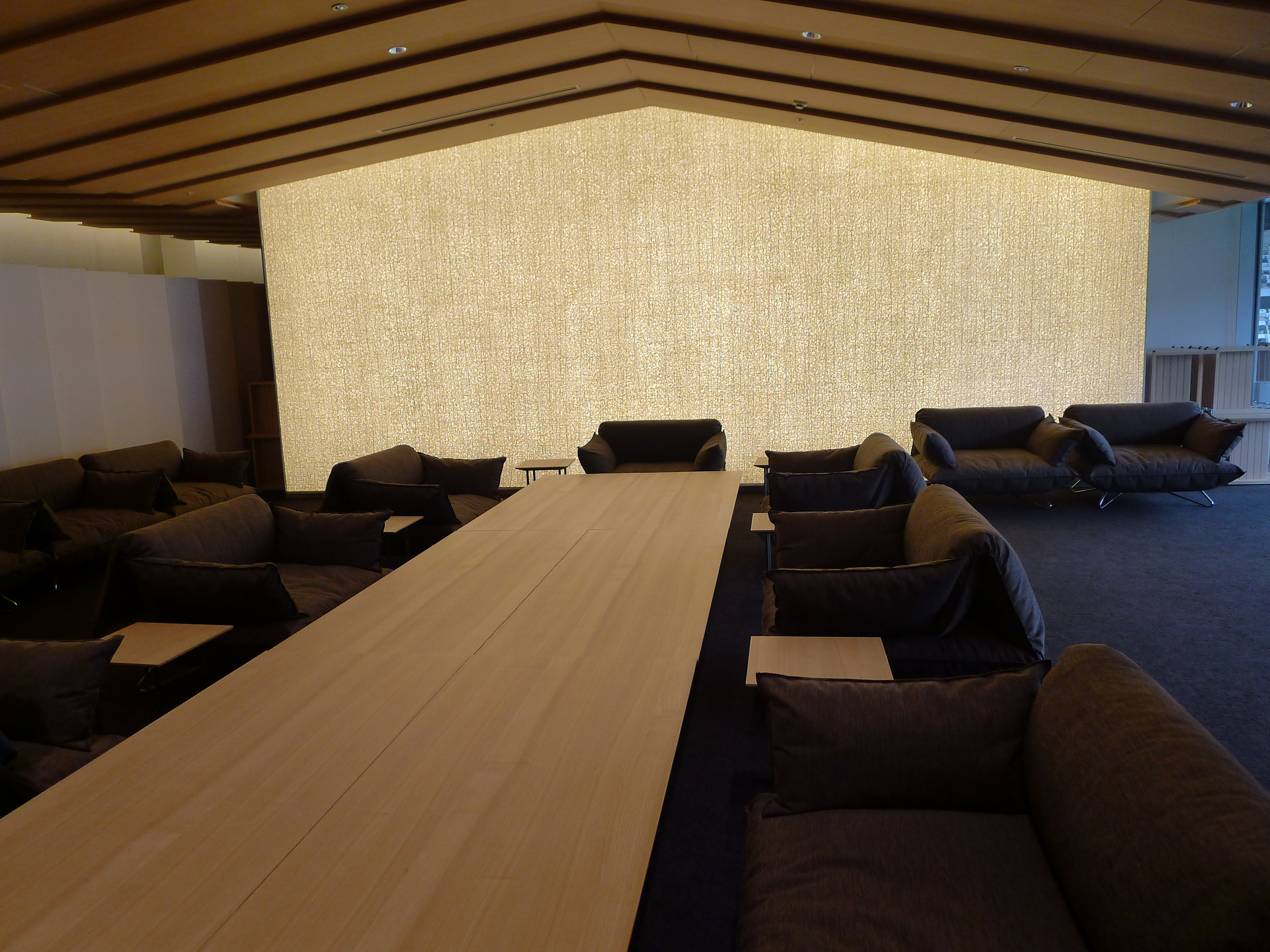
3階貴賓室
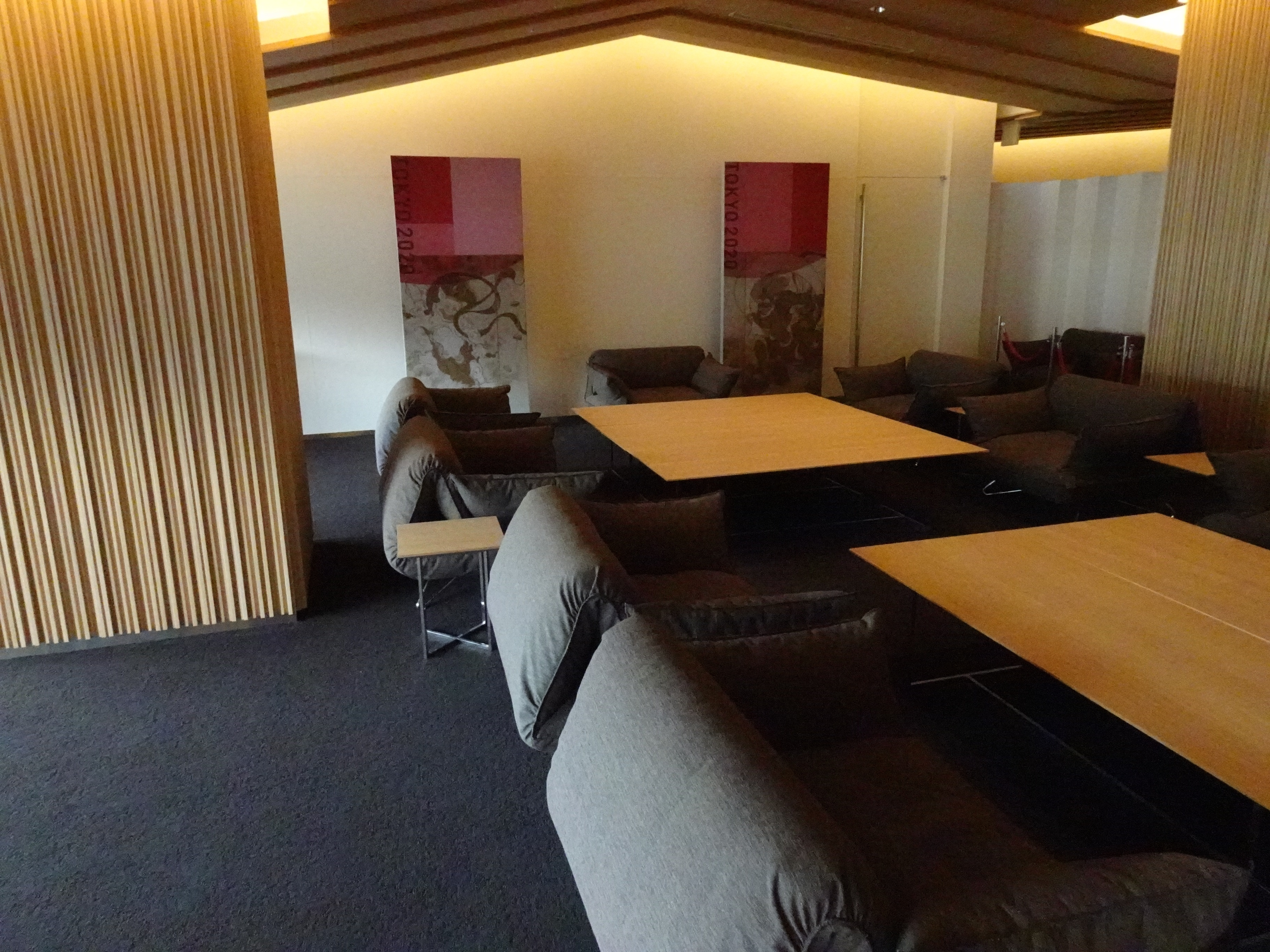
3階貴賓室
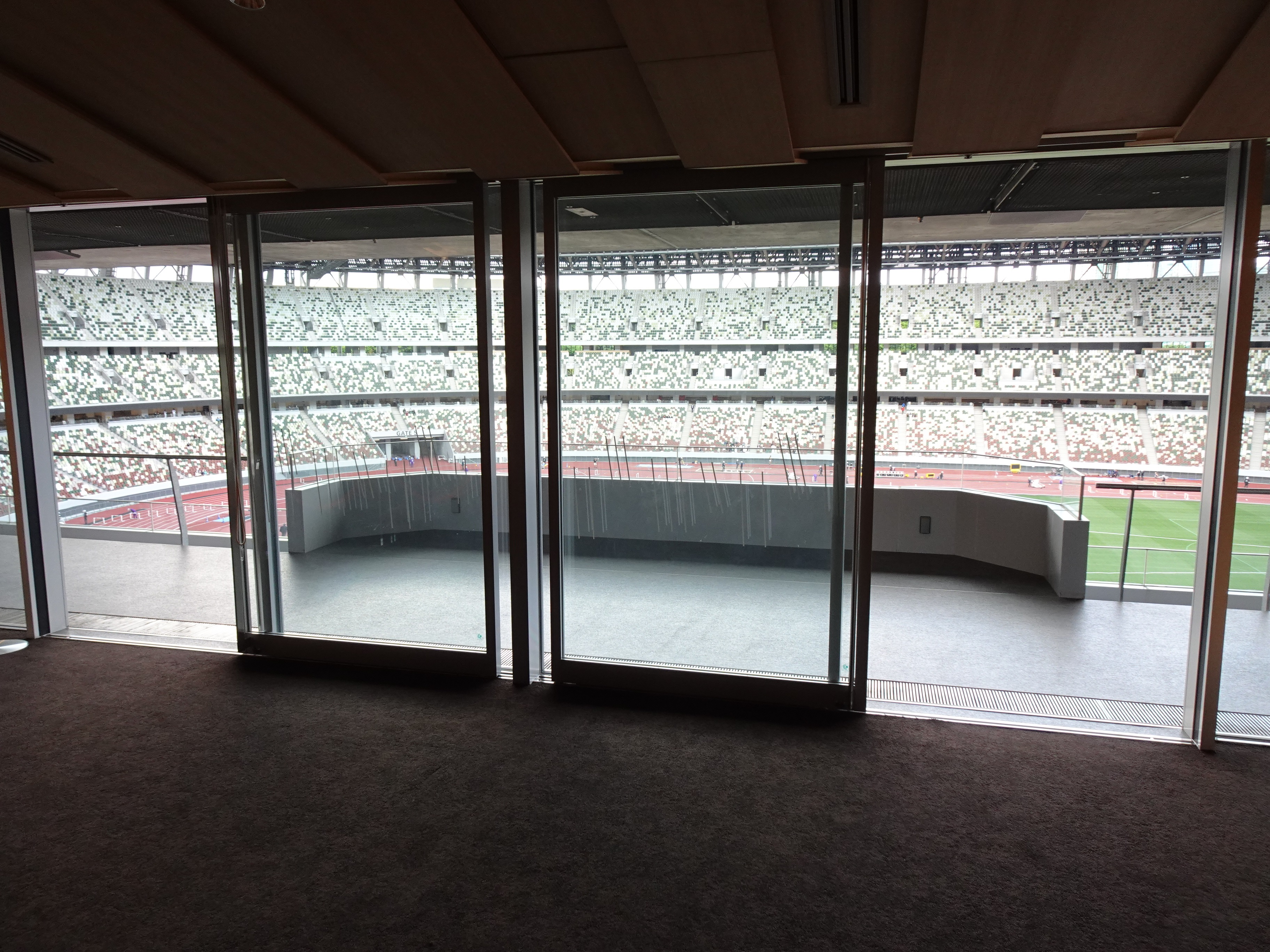
3階貴賓室のテラス
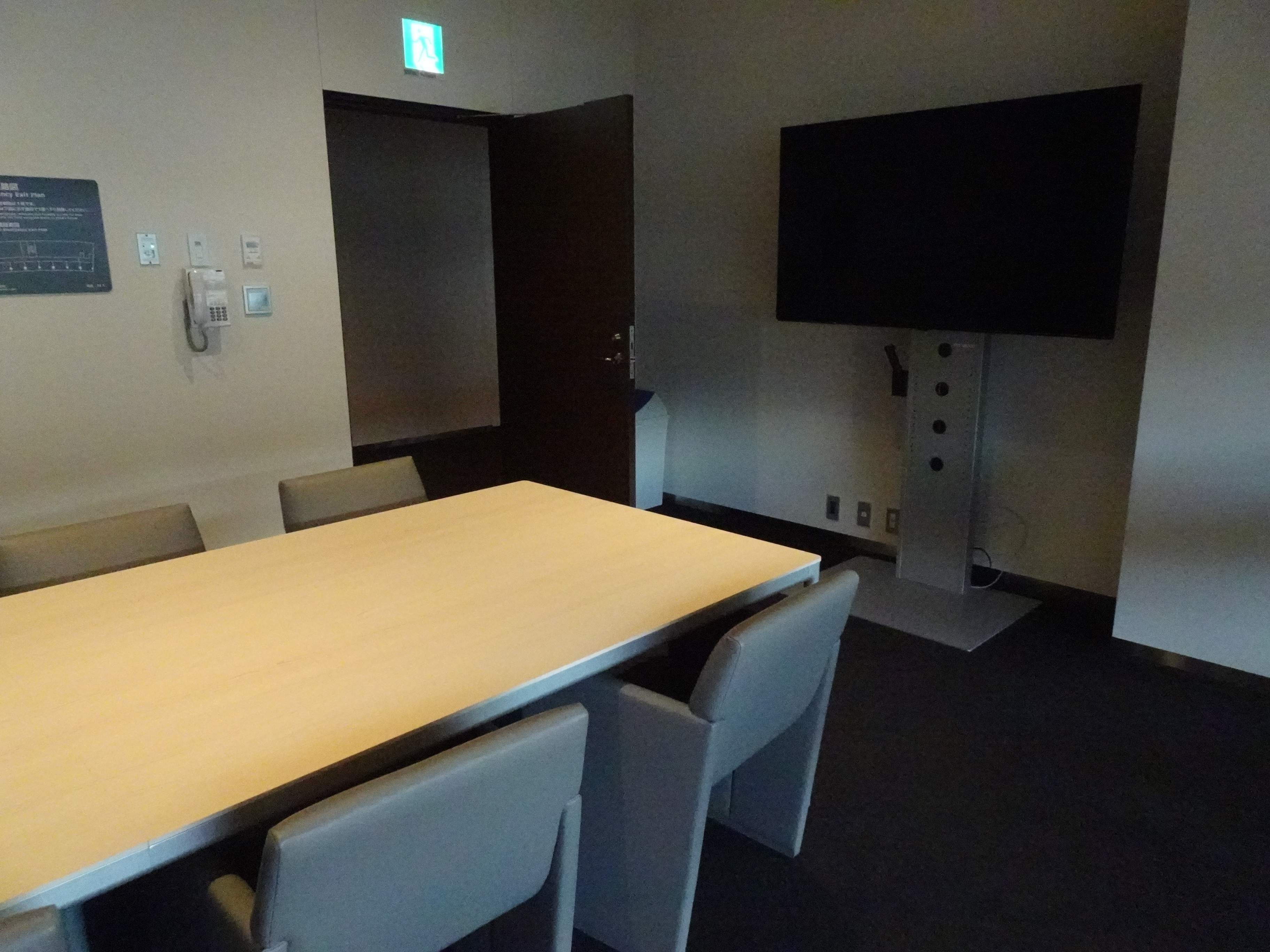
3階NSルーム
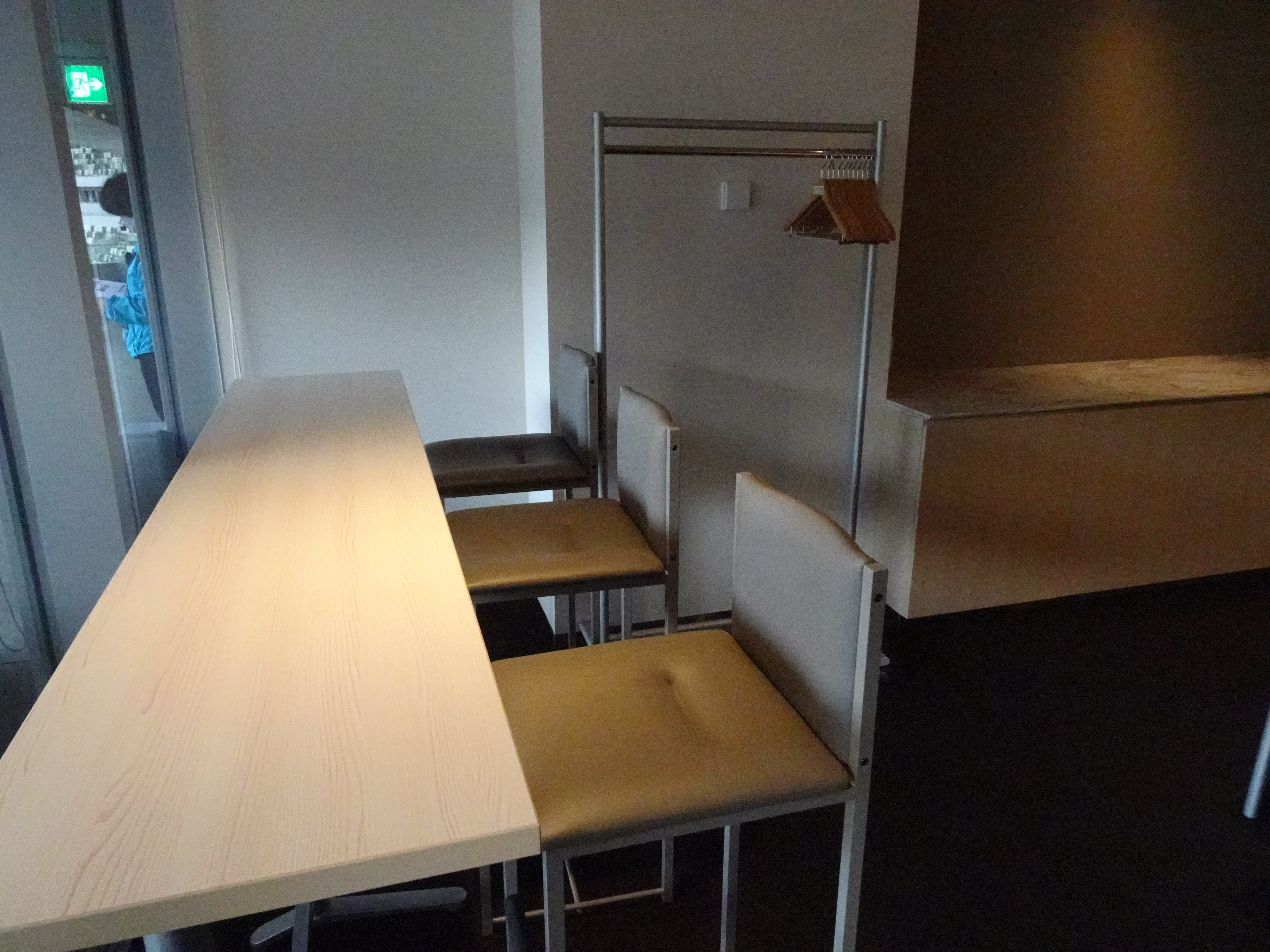
3階NSルーム
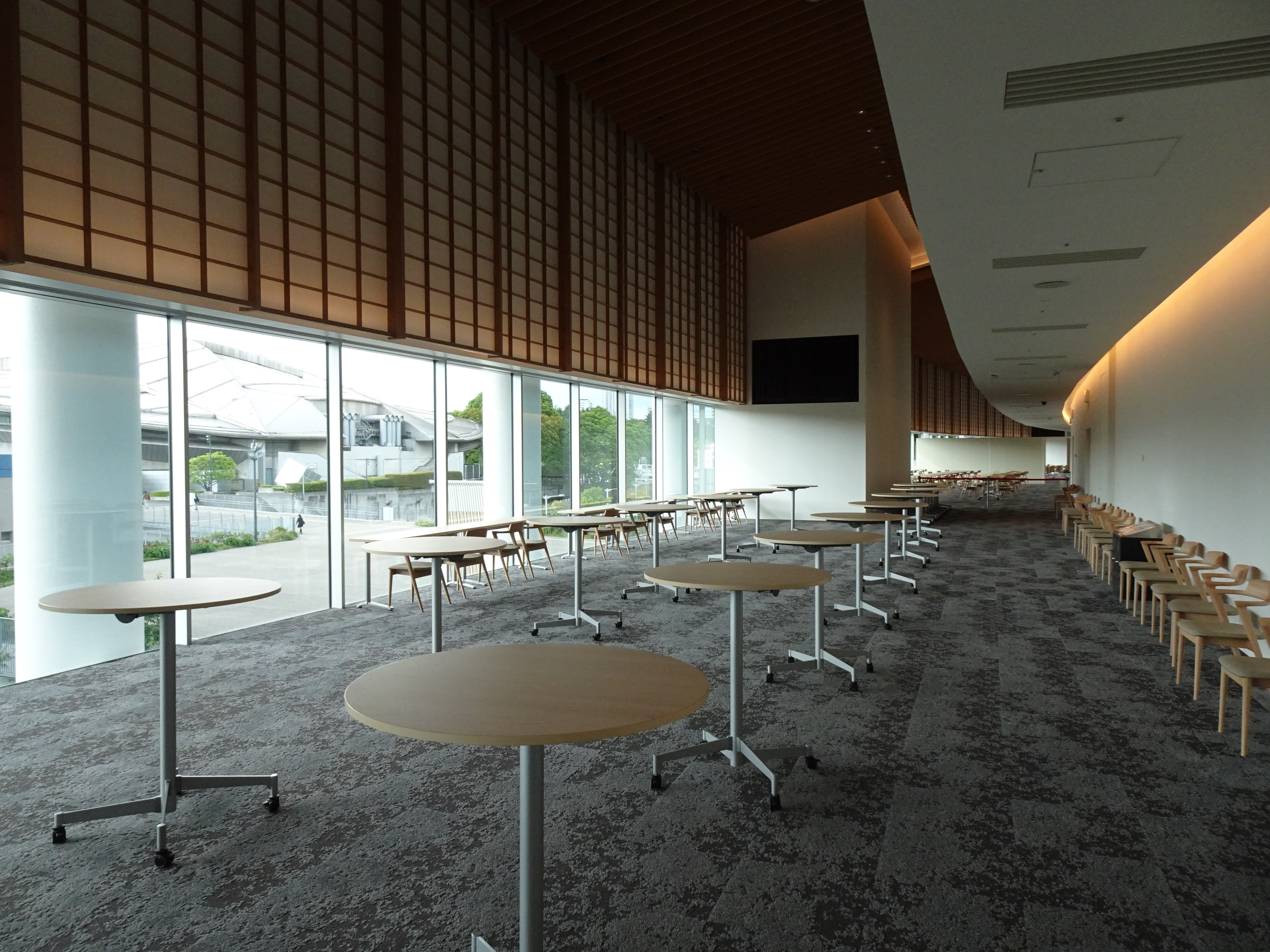
2階VIPラウンジ
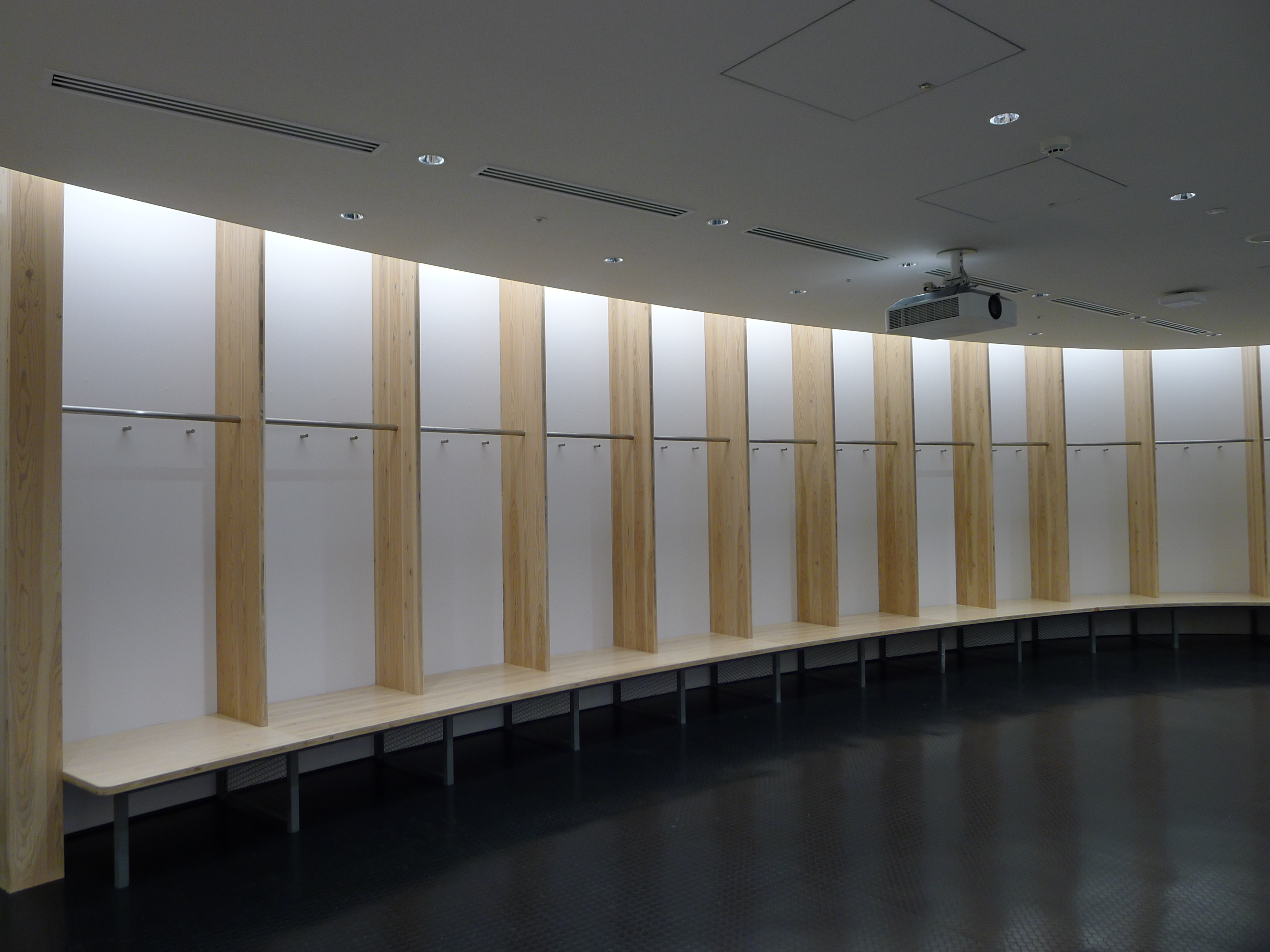
選手ロッカールーム
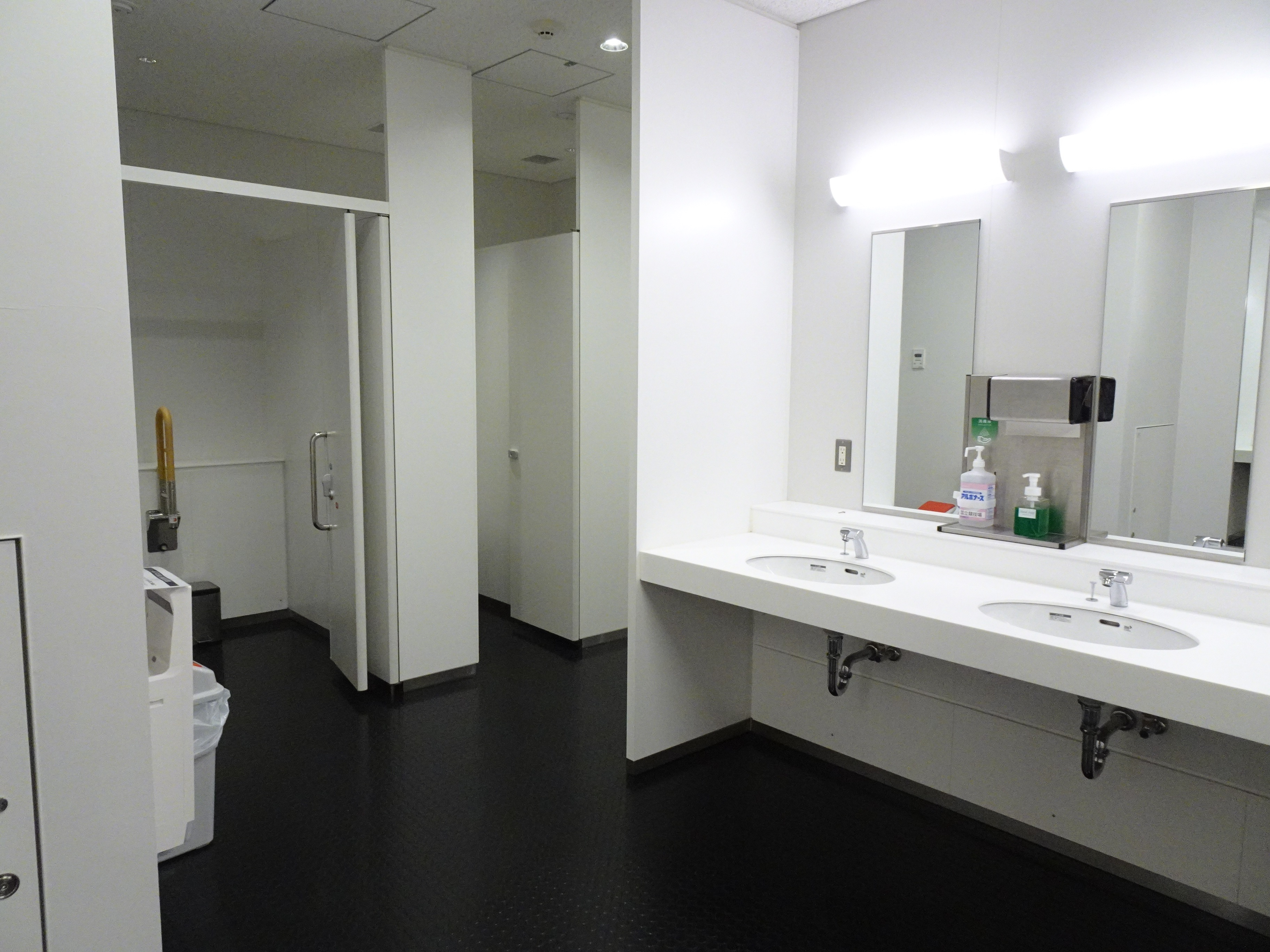
洗面・浴室
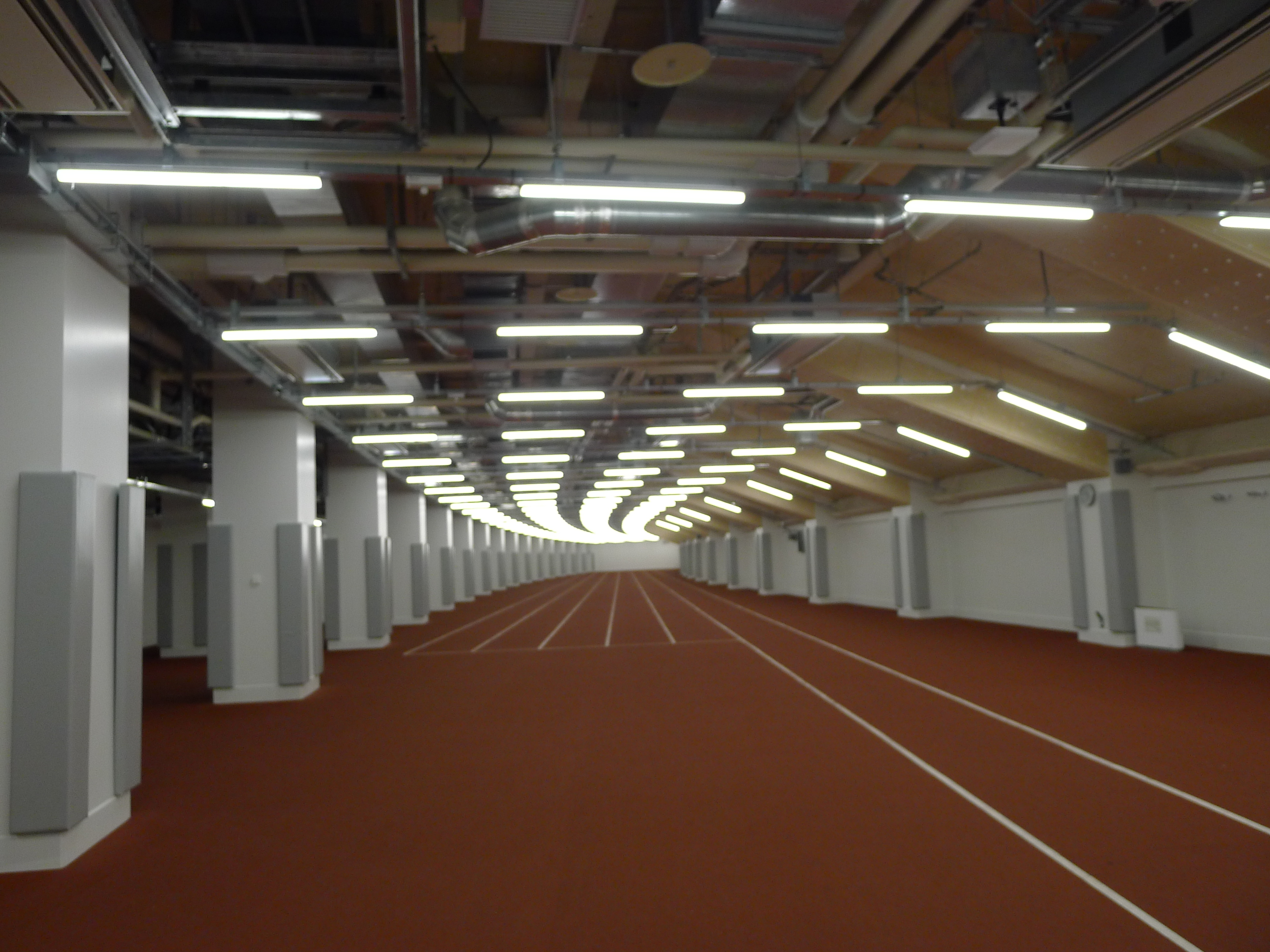
屋内練習場
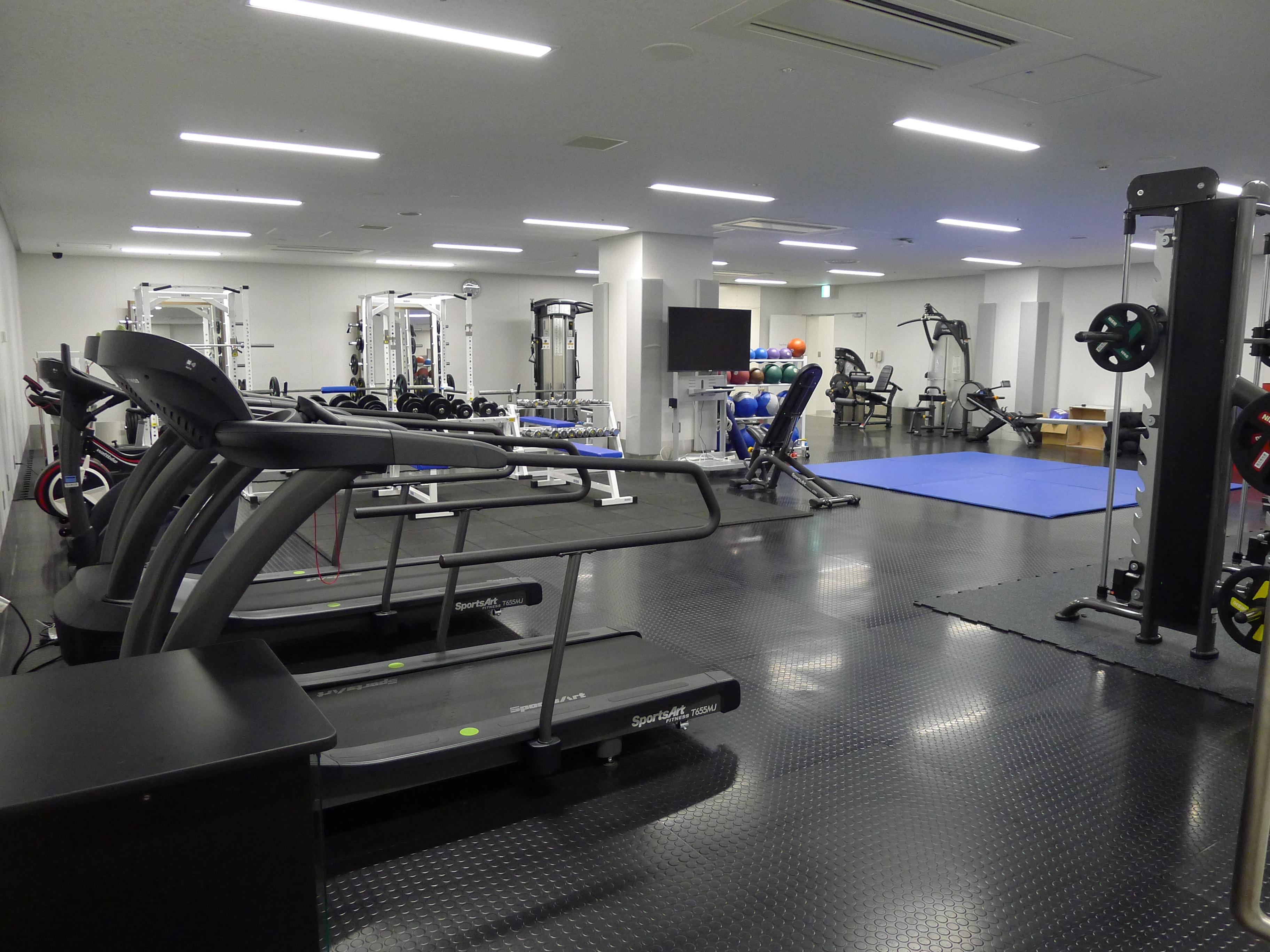
トレーニングルーム
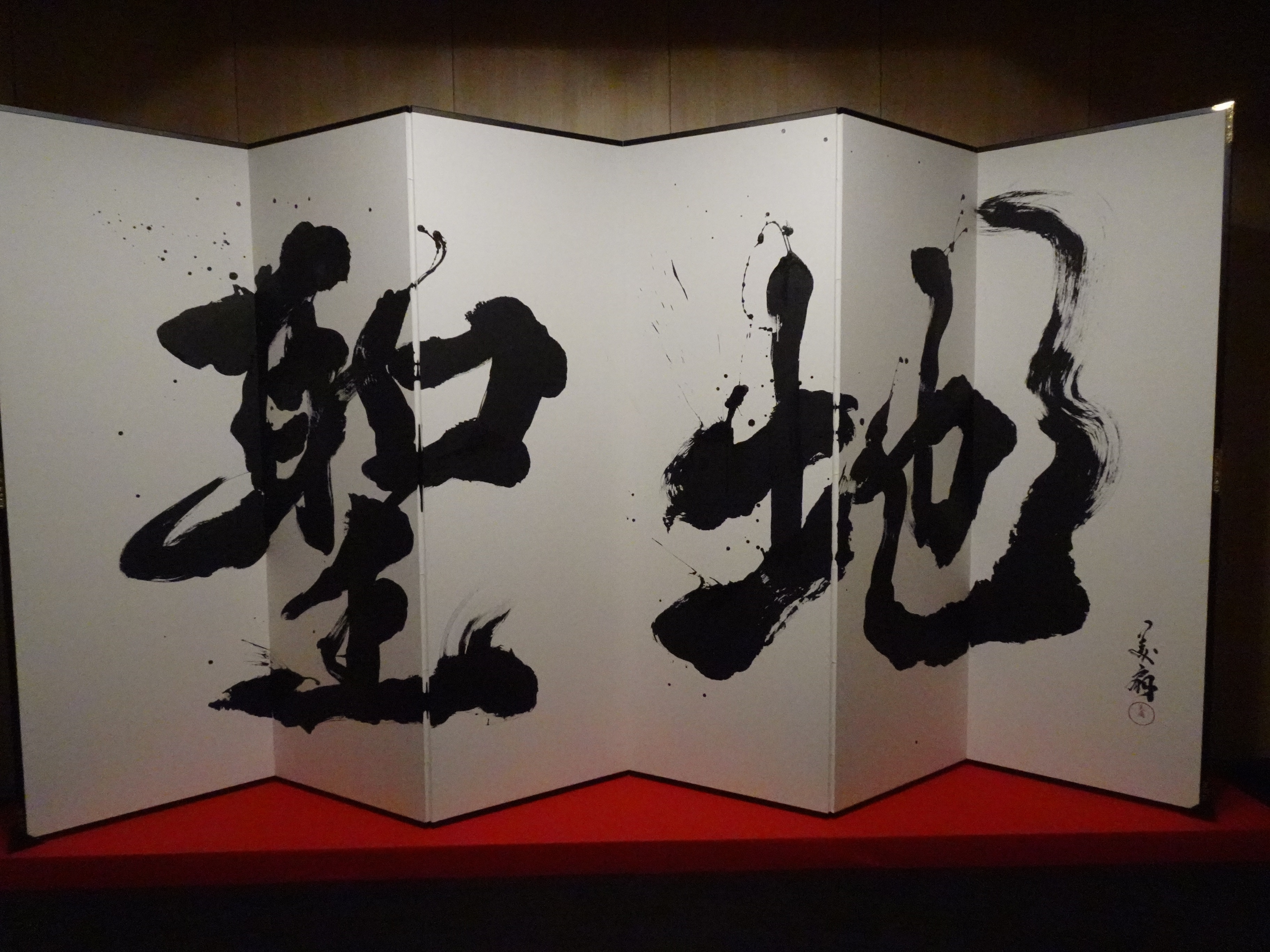
3階貴賓室前にある青柳美扇揮毫の「聖地」の墨書屏風
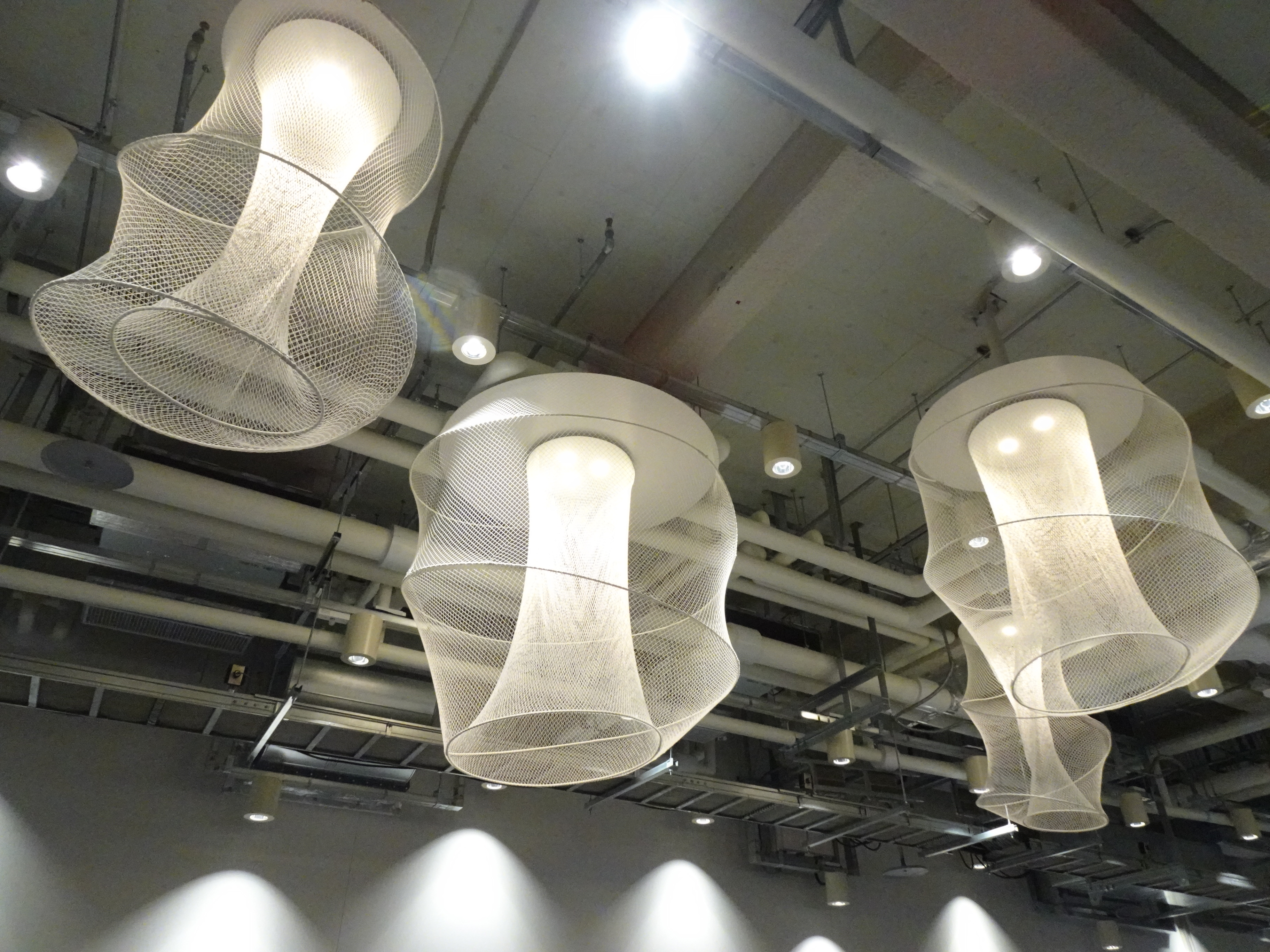
地下1階フラッシュインタビューゾーンの天井にある隈研吾設計の行燈をイメージした照明
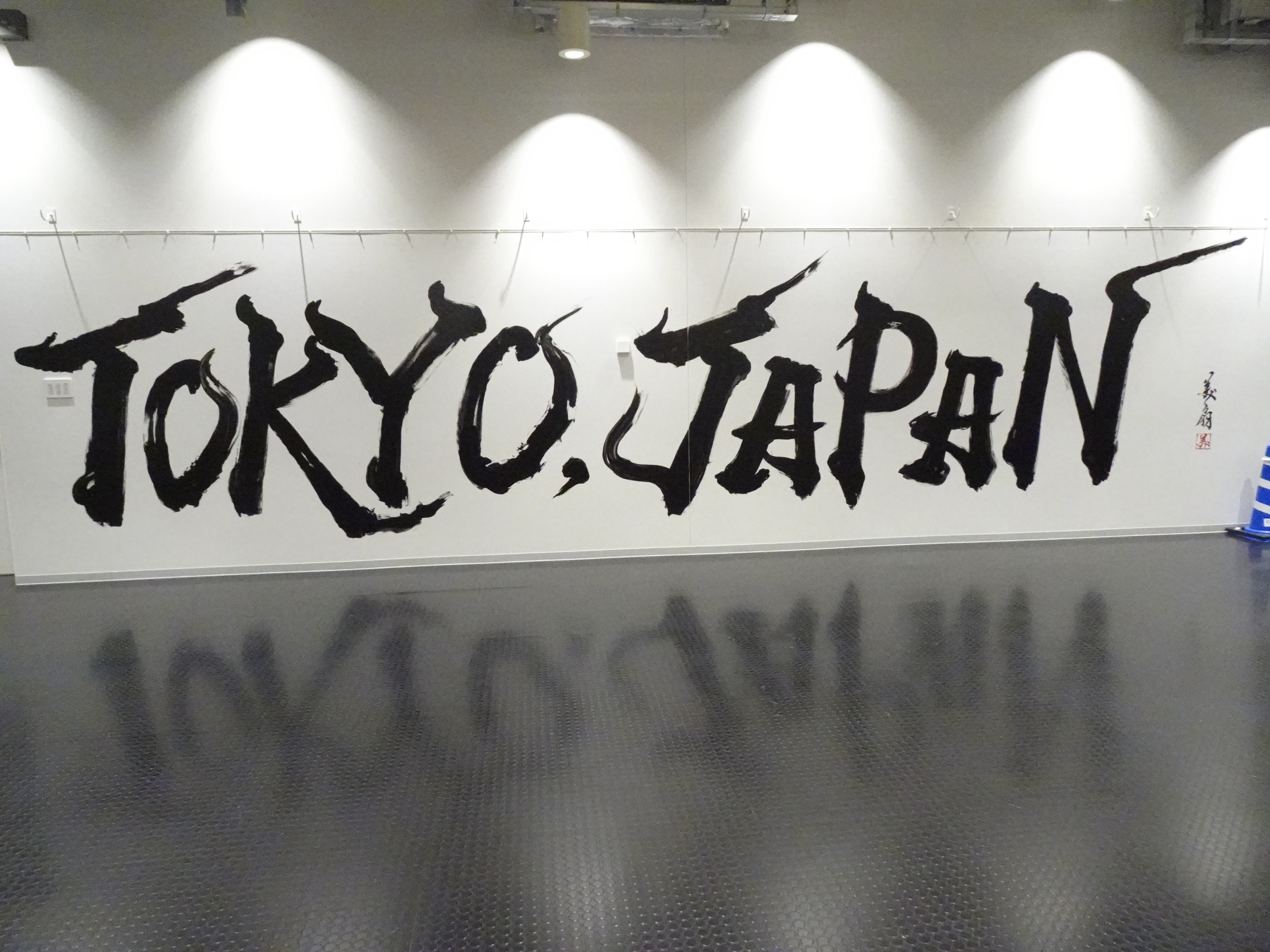
地下1階フラッシュインタビューゾーン内の壁、青柳美扇揮毫の「TOKYO, JAPAN」の墨書
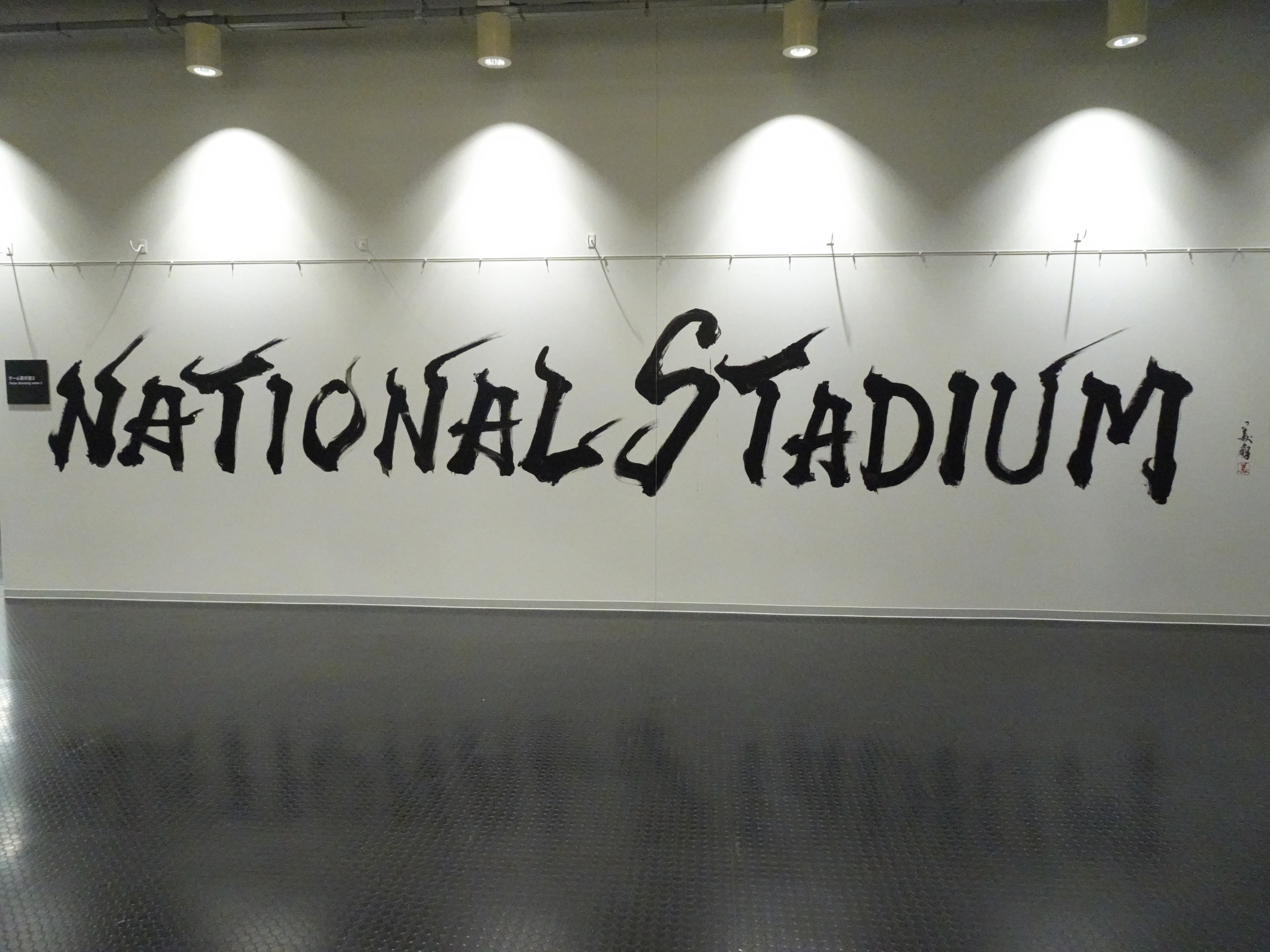
地下1階フラッシュインタビューゾーン内の壁、青柳美扇揮毫の「NATIONAL STADIUM」の墨書
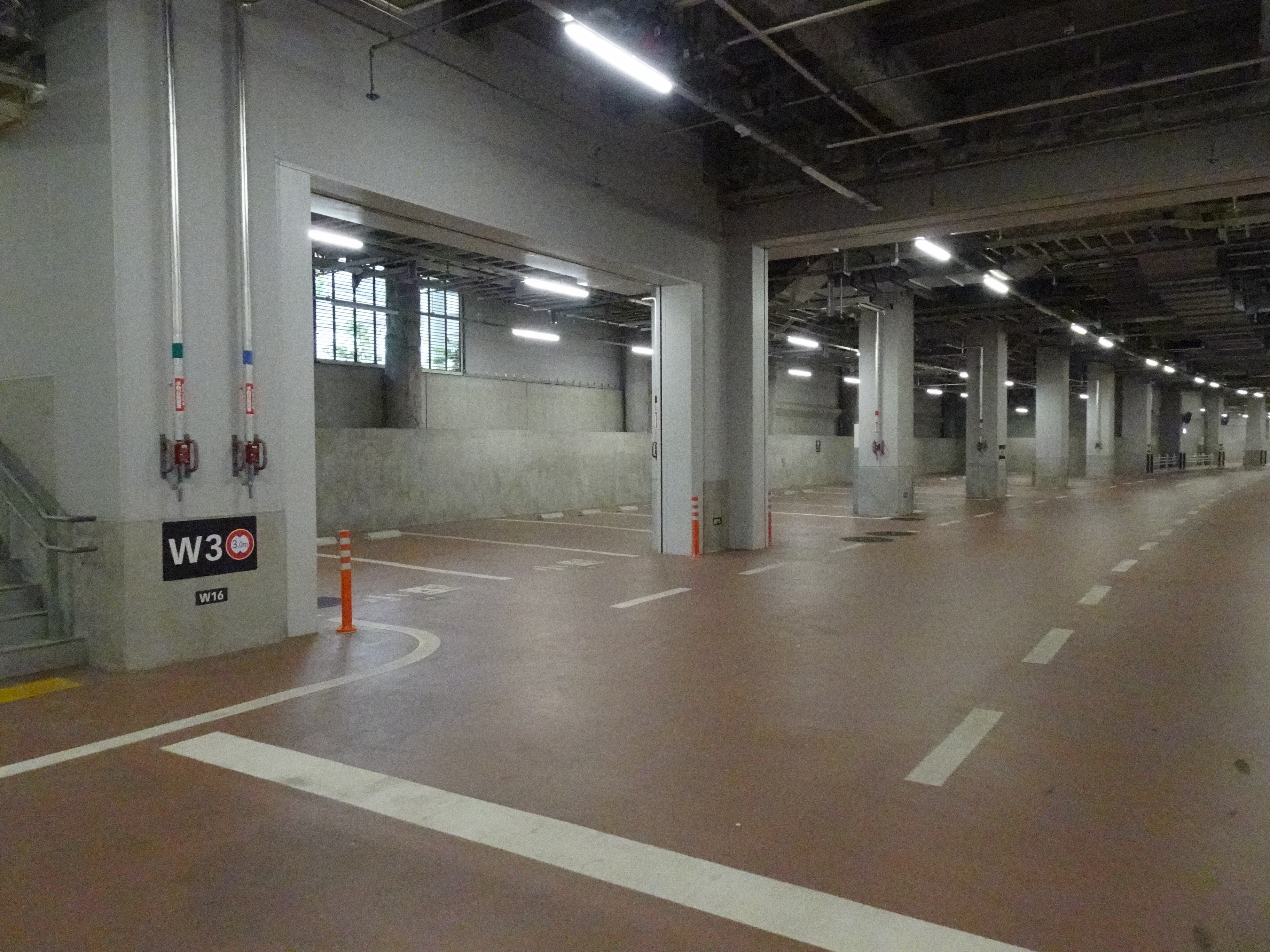
地下1階にある屋内駐車場
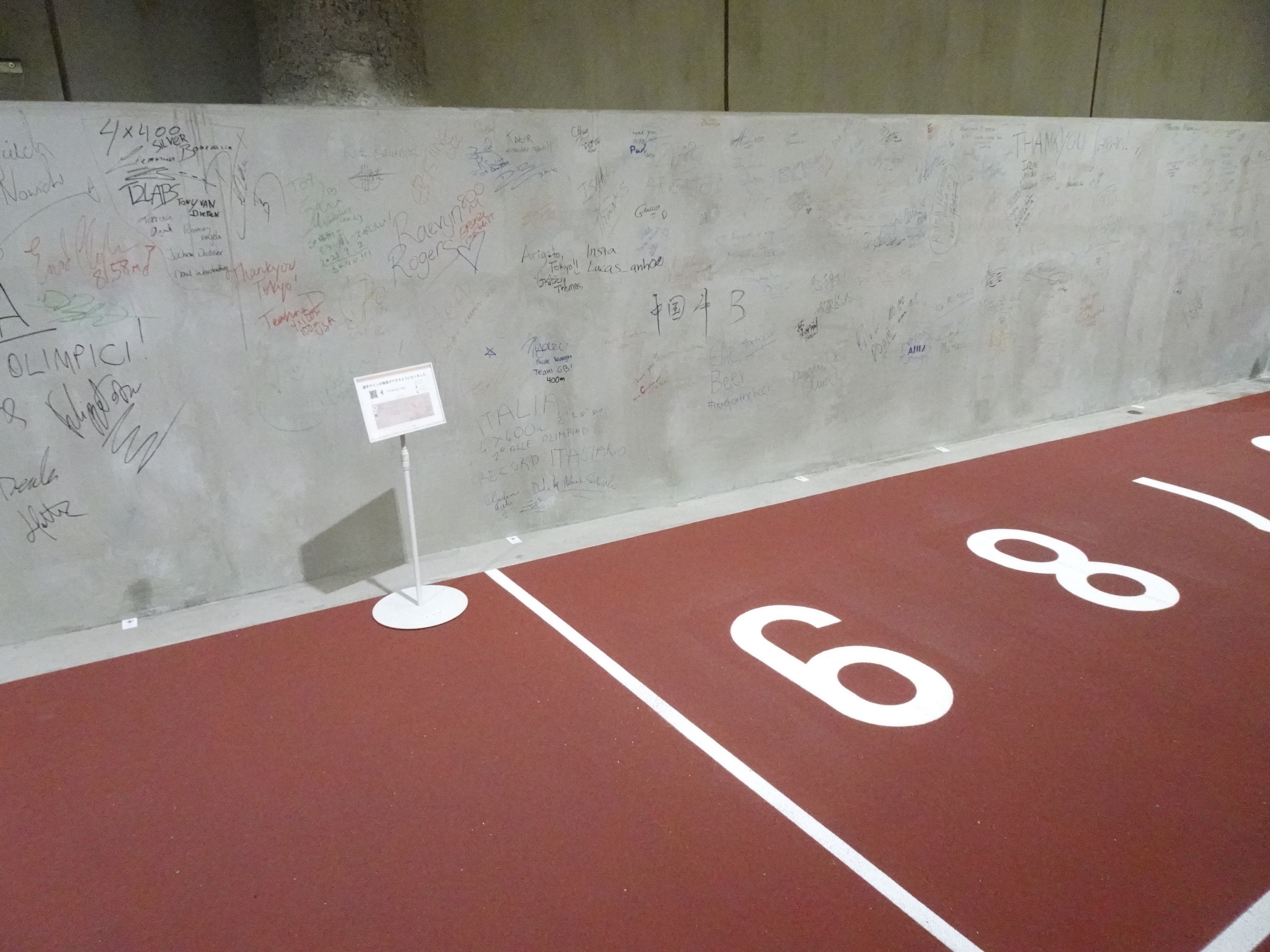
東京2020オリンピック・パラリンピックの陸上競技に出場した選手によるサインウォール
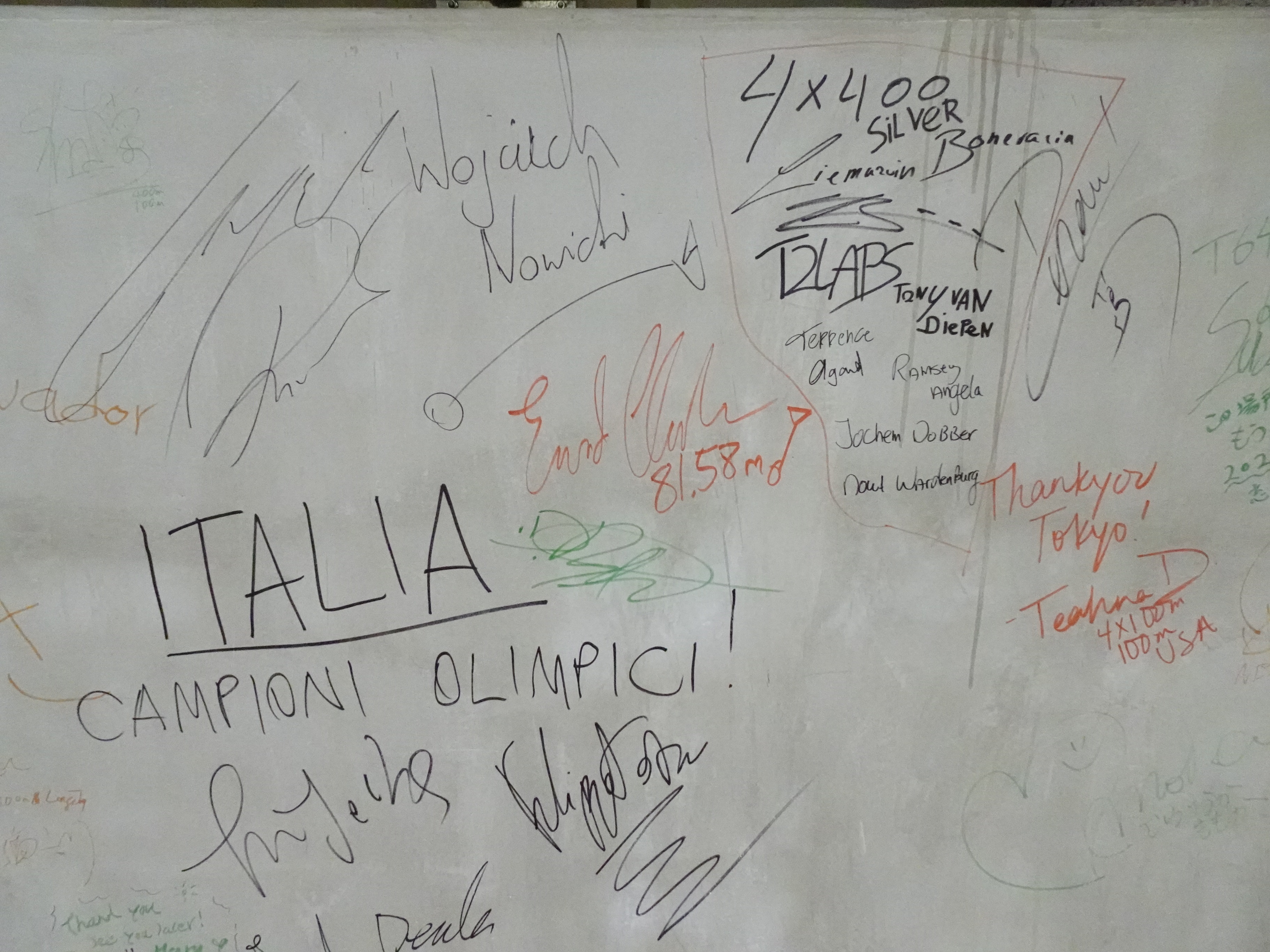
東京2020オリンピック・パラリンピックの陸上競技に出場した選手によるサインウォールの一部
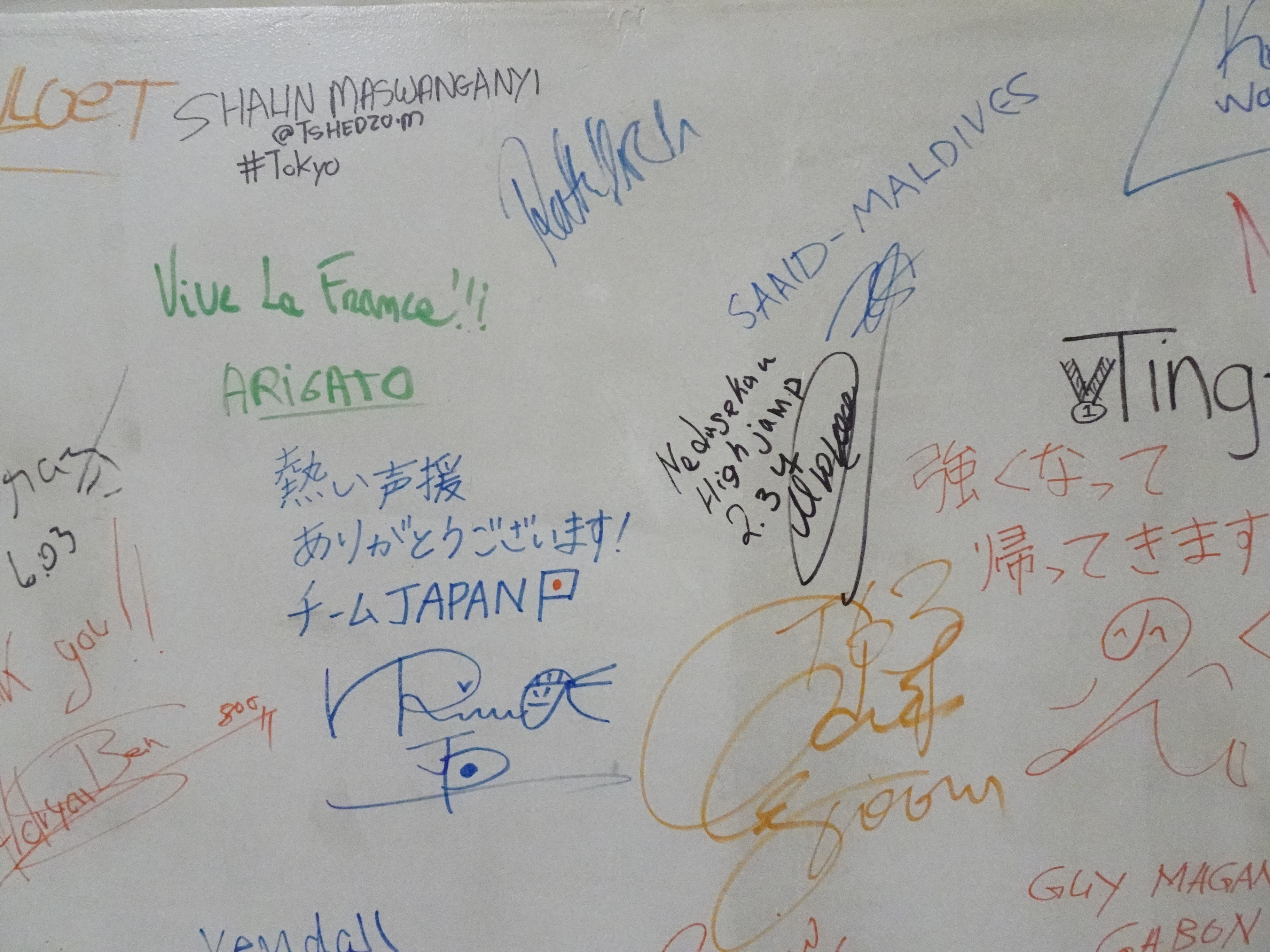
東京2020オリンピック・パラリンピックの陸上競技に出場した選手によるサインウォールの一部

- 国立競技場VIPエリアと展望デッキ見学ツアーの動画(2022年5月撮影)
- 国立競技場フィールドエリア&フラッシュインタビューゾーン等の見学の様子(2022年6月撮影)

## 歴史と経緯

### 建設の経緯
2008年に文部科学省において国立霞ヶ丘競技場陸上競技場（旧・国立競技場）の老朽化対応の検討がスタートし、外観の変化やコスト面の問題などから2011年に改修を断念し建て替えの方針を決定。2012年にはデザインコンペの結果、ザハ・ハディドの案が最優秀賞に決定したものの、総工費が2520億円に膨らむなどの問題から2015年7月に当時の首相・安倍晋三が計画白紙撤回の決断を表明。改めてデザインコンペが行われて現在の設計となった。

### 東京2020大会のメインスタジアム
2020年東京オリンピック・パラリンピックのメインスタジアムとして、開閉会式、陸上トラック・フィールド種目、パラリンピックマラソンのスタート・フィニッシュの会場となった。

### 東京2020大会以外のスポーツ

#### サッカー
競技場としては2020年1月1日に開催の天皇杯 JFA 第99回全日本サッカー選手権大会決勝・ヴィッセル神戸対鹿島アントラーズがこけら落としとなり、観客57,597人を集めた。
東京五輪後の利活用としては、天皇杯決勝（第100回（2021年1月）・第101回（2021年12月））の他、2022年4月29日にFC東京をホームとするJ1リーグ戦（対ガンバ大阪戦）が開催された。J1リーグ戦でホームゲームを開催するのは、FC東京が初となった。同年7月2日にはJ1リーグ・清水エスパルスがクラブ創設30周年の記念マッチとして、横浜F・マリノスとの公式戦を開催した。また、同年10月9日にはJFL・クリアソン新宿が鈴鹿ポイントゲッターズとの公式戦を開催し、JFL史上最多人数の観客16,218人（1層目スタンド全面、メインスタンド2層目3層目の一部のみの開放）を集め、約2,000万円の収益を出した。なおクリアソン新宿は、2024年度のJリーグクラブライセンス制度#J3ライセンスを申請するにあたり、都心23特別区の特殊性を踏まえて、当競技場と味の素フィールド西が丘を本拠地登記して認証されたとしている
また、2022年7月20日にはパリ・サンジェルマンFCのジャパンツアー（プレシーズンマッチ）として川崎フロンターレとの一戦が行われ、64,922人の観衆を集めた。2023年2月11日にはFUJIFILM SUPER CUP 2023が開催された。
AFCチャンピオンズリーグ2023/24ではヴァンフォーレ甲府がホームスタジアムとして申請を行ない、アジアサッカー連盟から承認された。
これは本来のホームスタジアムであるJIT リサイクルインク スタジアム（小瀬陸上競技場）が開催基準に達しておらず、代替地として開催基準に達しており、また東京都内で集客力を高められる場所であることが理由とされている

#### サッカー日本代表戦一覧
| 日付          | Competition    | Team1 | 結果 | Team2      | 観客数 |
| ------------- | -------------- | ----- | ---- | ---------- | ------ |
| 2022年6月6日  | 親善試合       | 日本  | 0–1  | ブラジル   | 63,638 |
| 2023年3月24日 | 親善試合       | 日本  | 1–1  | ウルグアイ | 61,855 |
| 2024年1月1日  | 親善試合       | 日本  | 5–0  | タイ       | 61,916 |
| 2024年3月24日 | World Cup 予選 | 日本  | 1–0  | 北朝鮮     | 59,354 |

#### ラグビー
ラグビーでは2020年1月11日に開催された第56回全国大学ラグビーフットボール選手権大会決勝・明治大学対早稲田大学が初の開催となった。
当初は2019年9月20日から11月2日に開催されたラグビーワールドカップ2019の開会式・開幕戦と決勝戦の会場として予定されていたが、ザハ・ハディド案の白紙撤回とそれに伴う建設の遅れにより竣工が大会に間に合わなくなる恐れが出てきたため断念された。開会式・開幕戦は東京スタジアム（味の素スタジアム）、決勝戦は横浜国際総合競技場にそれぞれ変更となった。
東京オリンピック後は全国大学ラグビーフットボール選手権大会決勝に継続的に使用されているほか、2022年5月29日にはジャパンラグビーリーグワン初代王者を決めるプレーオフトーナメント決勝が行われた。7月9日には日本代表強化試合（リポビタンDチャレンジカップ2022）の日本vsフランスが行われ、57,011名の観客を集めた。さらに10月29日に行われた強化試合の日本vsニュージーランドでは65,188名の観客を集め、日本で行われるラグビー日本代表の強化試合史上過去最多かつ（新）国立競技場としての最多観客動員を更新した。

#### 陸上競技
2022年4月30日から第85回東京陸上競技選手権大会兼第77回国民体育大会東京都代表選手選考会、同日に東京ライジングスター陸上2022がオリンピック後最初の開催となった。その後は
- セイコーゴールデングランプリ陸上（2022年・2024年）
- みんなでつなごうリレーフェスティバル兼日本選手権（2022年～）

などが開催されている。
2025年に開催される予定の世界陸上2025東京大会の開催地に決定した。これは、改修前の1991年に開催された世界陸上1991東京大会以来、34年ぶり2度目の開催となる。

#### 音楽公演
東京五輪以前の2020年11月3日、嵐が無観客で行ったライブを配信した。収録自体は配信日より前に行われていたが、これが単独の音楽公演としての初開催になった。
有観客での初公演は、矢沢永吉が2022年8月27・28日にデビュー50周年記念ツアー「MY WAY」の最初の公演として行った。同地での矢沢の公演は新旧国立競技場を通して初となる。

#### 主なコンサート
- アーティスト名の横の☆は新旧国立競技場の両方の公演があるアーティスト。
- 赤色の年は開催予定であることを表す。

| アーティスト                                           | 年月日              | 備考                                                                                    |
| ------------------------------------------------------ | ------------------- | --------------------------------------------------------------------------------------- |
| 嵐 ☆ ARASHI アラフェス 2020 at NATIONAL STADIUM        | 2020年11月3日       | 単独コンサートとしては初開催。 新型コロナウイルス感染症の影響のため、無観客・事前収録。 |
| 矢沢永吉 EIKICHI YAZAWA 50th ANNIVERSARY TOUR "MY WAY" | 2022年8月27日・28日 | 有観客ライブの初開催。                                                                  |
| Ado Ado SPECIAL LIVE 2024「心臓」                      | 2024年4月27日・28日 | 女性アーティストの初開催。                                                              |
| Snow Man Snow Man 1st Stadium Live～Snow World～       | 2025年4月19日・20日 |                                                                                         |

### 東京五輪後の利活用方針
東京五輪終了後の利活用方針については、2016年にはスポーツ庁に「大会後の運営管理に関する検討ワーキングチーム」が設置され、「スポーツ団体（陸上競技・サッカー・ラグビー）における利活用」「音楽団体における利活用」「芝の品質確保」「民間事業化」などの論点を整理した上で議論が進められ、陸上競技の競技団体である日本陸上競技連盟（日本陸連）の定める「公認陸上競技場および長距離競走路ならびに競歩路規程」において、オリンピック、世界陸上競技選手権（世界陸上）、国民体育大会（現：国民スポーツ大会）、及び日本陸上競技選手権大会を開催できる第1種陸上競技場の認定を受けるためには、第3種陸上競技場相当の補助トラックを併設することが義務付けられていたことを踏まえ、2017年11月13日に以下の基本的な考え方をまとめた。
- 東京五輪終了後に、国際サッカー連盟 (FIFA) の定めるFIFAワールドカップスタジアム規程並びにワールドラグビーの定める競技規則に対応しうる球技専用スタジアム（8万席規模）に改修すると共に、民間事業者のノウハウと創意工夫を活用した施設改修を行う。
- サッカーの日本代表戦やJリーグ公式戦、ラグビーの日本代表戦やトップリーグ公式戦の開催を促進する。
- 試合がない日のイベントやコンサート等での活用を促進する。
- 2019年年央を目途に民間事業化の事業スキームを構築する。

これらの動きに呼応して、政府が国立競技場を特定のJリーグクラブ（FC東京や鹿島アントラーズが候補と言及された）のホームスタジアムとして活用する方針を固めたとするスポーツ紙の報道も見られた。
しかし、球技専用スタジアムへの改修費用が高額であることが見込まれること、民間事業化した場合に芝の保護の関係からコンサート等での活用が限定的になるとの声があったことなどから2019年7月の時点で陸上トラックを残す方針への方針転換が報じられ、さらに東京五輪の1年延期が決まった後の2020年10月、ワールドアスレティックス（旧称：国際陸上競技連盟）のセバスチャン・コー会長が来日した際に、東京五輪後に世界陸上を国立競技場で開催したい意向の発言を行い、これを受けた当時の萩生田光一文部科学大臣が「将来も陸上のできるようなグラウンドとして残すことは一つの方策」と話して球技専用スタジアムへの改修方針を見直す可能性に言及。加えて、東京五輪に向けた警備上の理由から大会前にスタジアムの図面を公表できないと言った理由もあって民間事業スキーム構築（コンセッション方式の導入が想定された）に向けた動きも滞り、方針が定まらない状況が続いた。
陸上競技場としての活用については、前述のとおり補助トラックがなくなることがネックとなっていたが 、2021年12月16日に行われた日本陸連の第72回理事会において「公認陸上競技場および長距離競走路ならびに競歩路規程」に『オリンピック競技大会を開催した陸上競技場は、補助競技場を欠く場合であっても、第1種公認陸上競技場とすることができる』とする規程を加えることが承認され、日本陸連の機関紙「陸連時報」2022年3月号で公表された。これを踏まえて日本陸連は2025年世界陸上競技選手権大会（2025年世界陸上）の国立競技場を主会場とした日本開催招致を目指す方針を決定。日本陸連の尾縣貢会長が小池百合子東京都知事を訪問し、応援を要請するとともに、末松信介文部科学大臣（当時）にも招致意向を表明、2022年7月14日（現地時間）にアメリカ・オレゴン州で行われたワールドアスレティックスのカウンシル会議にて、2025年世界陸上の主会場に選定された。
上述のような動向を踏まえ、最終的に「大会後の運営管理に関する検討ワーキングチーム」は2022年12月28日に基本的な考え方を改定。民間事業化や東京大会のレガシーに資する観点を理由に、球技専用スタジアムに改修する方針を大きく方向転換し、「陸上トラックを存置の上、球技、陸上競技、その他イベント等で多様に利用されるスタジアムとして運営管理を行う」方向で方針が変更された。

### コンセッションの導入
上述の大会後の運営管理に関する方針決定（方針変更）を踏まえ、施設を管理・運営する日本スポーツ振興センター (JSPO) は民間資金等の活用による公共施設等の整備等の促進に関する法律（通称「PFI法」、平成11年法律第117号）に基づくコンセッション方式の導入を決定、2023年（令和5年）7月31日に国立競技場の運営を行うコンペティションを行うことを公表した。事業期間を30年と設定し、維持管理費は年間約10億円を上限に国が公費で賄う、「ナショナルスタジアムとして、陸上、サッカー、ラグビー等の国際大会、日本代表戦や全国大会の決勝戦会場等とする」（球技専用スタジアムへの転用提案は不可）、「スポーツへの参画意欲を持つ人々がスポーツを行えるイベントや、コンサート等の文化的行事等の利用に供すること」などの運営方針を満たすこと、などを条件に企業等を募集したところ、3グループから提案があり、有識者委員会（委員長：山内弘隆）における審議の結果、NTTドコモを代表企業とするコンソーシアム「国立競技場 × Social Well-being グループ」（構成企業：NTTドコモ、前田建設工業、SMFLみらいパートナーズ、（公社）日本プロサッカーリーグ）が優先交渉権を獲得した。提案内容によれば、運営権の対価として528億円を支払う一方で、NTTの次世代通信基盤「Innovative Optical and Wireless Network」(IOWN) などの活用による収益性の向上を目指し、命名権の導入も予定しているという。
2024年11月29日に上記コンソーシアムによる運営契約が正式に締結され、契約期間は2025年4月から2055年3月末の30年間。これにより、本来の陸上競技、サッカー、ラグビーなどのスポーツイベントの他、国内外の著名なアーティストによるコンサート・文化イベントなども年20日以上開催する方針で、新たに法人利用などに対応するための来賓席やプレミアシートも増設させる。コンソーシアムは正式契約に先立つ2024年9月3日に特定目的会社である株式会社ジャパンナショナルスタジアム・エンターテイメントを設立。同社が直接の運営に当たっている。

## アクセス
- JR  中央・総武線 - 千駄ケ谷駅・信濃町駅より徒歩5分[74]
- 都営地下鉄  大江戸線 - 国立競技場駅（A2出口）より徒歩1分[74]
- 東京地下鉄  銀座線 - 外苑前駅（3番出口）より徒歩9分[74]